# Кыргызский каганат
Кыргы́зский кага́нат, также Вели́кий Кыргы́зский кага́нат (др. кырг. 𐱅𐰭𐰼𐰃:𐰅𐰠, Täŋri El — «Божественное государство», «Богом хранимое государство») — государство енисейских кыргызов, основанное Барсбек-каганом, существовавшее в период VII—XIII веков на территории Южной Сибири. В различные периоды своего существования терял независимость. Каганом страны становились только представители из рода Ажэ. Кыргызский каганат в IX—X веках охватывал Южную Сибирь, Монголию, лесостепные районы Западной Сибири, большую часть городов-оазисов Восточного Туркестана, долину рек Или и Талас. На востоке доходил до хребта Большой Хинган, на севере до Ангары, на юге до пустыни Гоби, на западе до острогов Тянь-Шаня. В начале X века кыргызские армии активно участвовали в междоусобицах Империи Тан, Кыргызский каганат до 924 года находился на пике своего могущества. На протяжении всего XI века полчища северных кочевников, возглавляемых кыргызами, совершали опустошительные походы в земли уйгурских княжеств Ганчжоу и Кочо. Период 840—924 годов был назван академиком В. В. Бартольдом «Кыргызским Великодержавием».

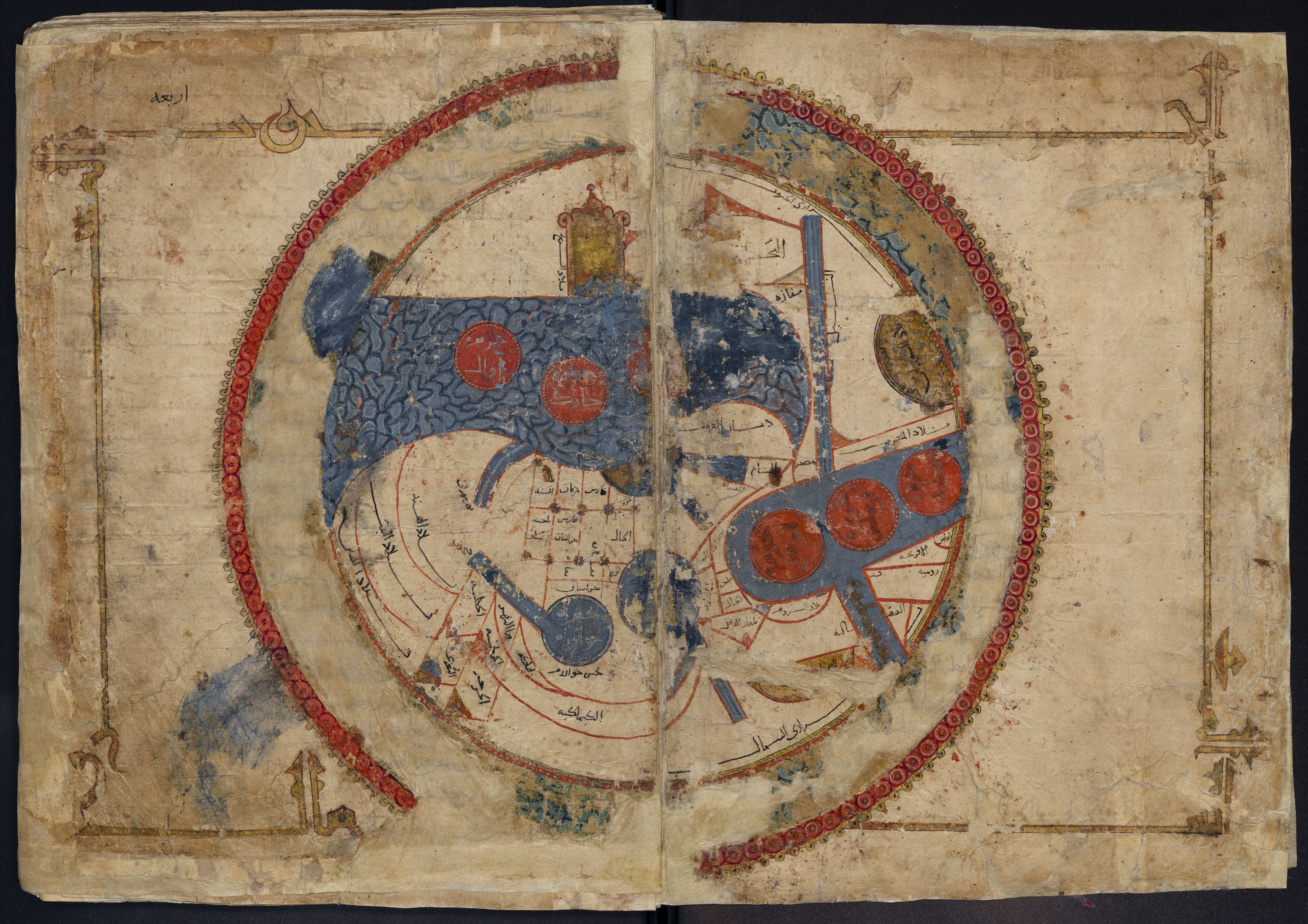
Кыргызский каганат на карте Абу Исхак аль-Истахри (левый нижний угол)

Государство было основано в 693 году с момента принятия Барс-беком титула кагана. В различные периоды истории государства енисейские кыргызы всячески вмешивались в политические дела в центральноазиатских степях. В 840-е годы каганат достиг апогея своего могущества, которое продлилось вплоть до X века.
Кыргызский каганат не был типичным тюркским государством, страна имела прочный государственный аппарат, велось земледелие и скотоводство. В каганате производилось оружие в крупных масштабах, которым енисейские кыргызы обеспечивали собственную армию и экспортировали в другие страны, а также развивалось строительство городов и крепостей. Столичные функции страны выполнял город Кемиджкет.

## История изучения

### Концепция «Кыргызского Великодержавия»
Впервые термин «Кыргызское великодержавие» использовал советский учёный В. В. Бартольд в 1927 г. Впоследствии тезис «кыргызского великодержавия» прочно закрепился в советской науке. Концепцию «великодержавия» поддерживали Ю. С. Худяков, В. Я. Бутанаев, В. М. Плоских, Л. А. Бобров, Г. В. Длужневская, Д. Г. Савинов, С. Г. Кляшторный, Я. В. Пилипчук и В. Комрынин. Под сомнение концепцию «великодержавия» ставил П. П. Азбелев, похожего мнения придерживались Л. Н. Гумилёв, А. Г. Малявкин, С. М. Абрамзон и М. Дромпп.

## Периодизация
- 555—581 гг. — государство Цигу попало в вассальную зависимость от Тюркского каганата вплоть до его ослабления.
- 629—632 гг. — государство Цигу попало в вассальную зависимость от Телесского каганата.
- 648—693 гг. — в Империи Тан была создана область енисейских кыргызов — Цзянькунь.
- 758—840 гг. — Кыргызский каганат попал в вассальную зависимость от Уйгурского каганата вплоть до его падение после 20-летней войны.
- 840—924 гг. — этот период Бартольд назвал «Кыргызским Великодержавием».
- К 924 году енисейские кыргызы утратили своё влияние в Центральной и Восточной Монголии, некогда бывшие владения кыргызских каганов перешли в состав Империи Ляо.
- X—XII вв. — Кыргызский каганат сохранил свои земли в Джунгарии, Западной Монголии, Забайкалье и Иртыше, однако государственный аппарат постепенно начинает деградировать.
- XII—XIII вв. — государственный аппарат Кыргызского каганата значительно деградировал, власть перешла в руки князей-иналов, а роль кагана стала сакральной[26].

## Название

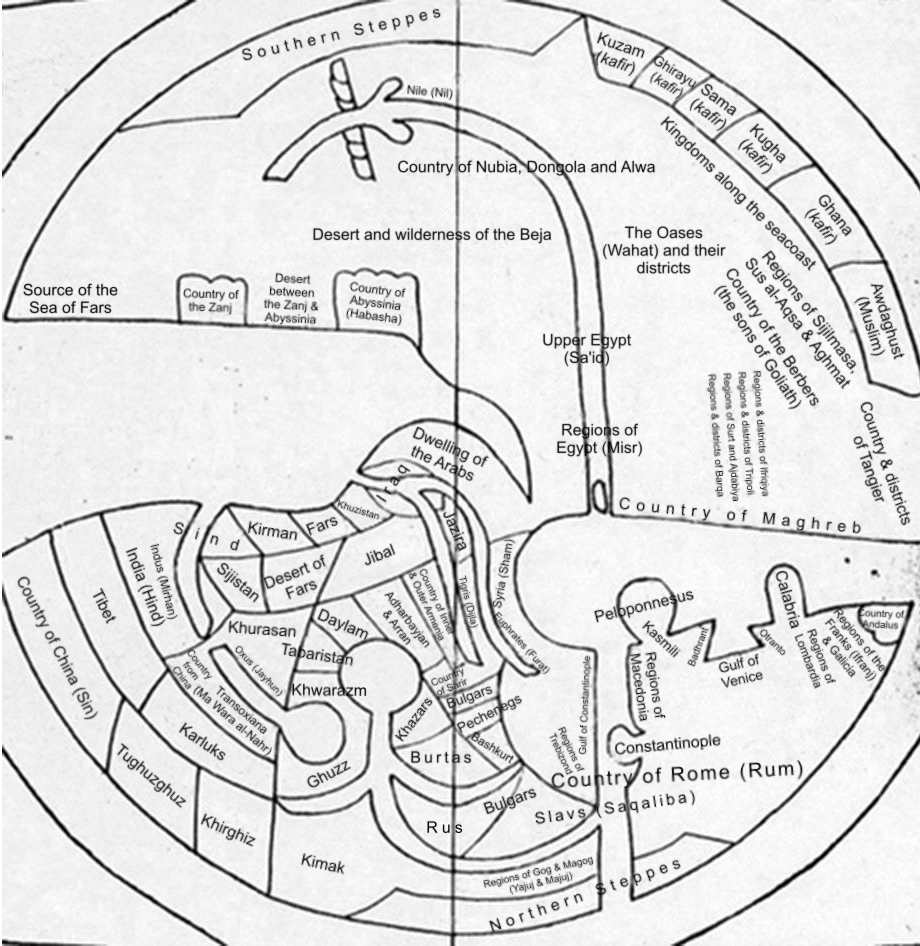
Кыргызы на карте Ибн Хаукаля

Сами енисейские кыргызы называли свою державу «Божественным государством» или «Небесным государством» (др. кырг. 𐱅𐰭𐰼𐰄:𐰅𐰠, Täŋri El), а также «Государством кыргызов» (др. кырг. 𐰶𐰃𐰺𐰶𐰃𐰕:𐰅𐰠, Qïrqïz El). Официальным названием и девизом государства енисейских кыргызов было «Вечное божественное государство кыргызов» (др. кырг. 𐰶𐰃𐰺𐰶𐰃𐰕:𐰋𐰂𐰭𐰏𐰈:𐱅𐰂𐰭𐰼𐰄:𐰅𐰠, Qïrqïz Bäŋgü Täŋri El).
В таких китайских источниках как «Тайпин хуаньюй цзи» (980 г.) и «Синь Тан Шу» (1060 г.), а также древнекыргызских письменных памятниках Кызыл-Чираа II (E-44), Кёжелииг-Хову (Е-45) и Эль-Бажи (Е-68/1) фигурирует и другое название енисейских кыргызов — «кюмюл» (др. кырг. 𐰚𐰈𐰢𐰈𐰠; kümül). С. Е. Яхонтов восстановил китайские транскрипции слов «цзюйу/гюйву» как «кюмюл/кюмюр». Основываясь на этих данных, Ю. А. Зуев, В. В. Тишин и Н. Усеев оценили этноним «кюмюл» как синоним этнонима «кыргыз» в IX веке.
В различных письменных источниках VIII—X веков государство енисейских кыргызов именуется по-разному. Так, в арабских и персидских источниках кыргызское государство именуется как «Хырхыр», «Хырхыз», «Кыркыр», «Киркир», «Хирхис». В греческих источниках государство именуется как «Херкис», «Хирхиз». Махмуд аль-Кашгари в своём труде «Диван лугат ат-турк» именовал страну енисейских кыргызов как «Киркизиййя». Мухаммад аль-Идриси в своей знаменитой «Книге Рожера» именовал Кыргызский каганат как «аль-Хирхизийа».
В тибетских текстах встречаются названия «Кхе-ргед», «Гир-тис», «Хир-кис» и «Хир-тис». В китайских источниках кыргызское государство именуется как «Хагяс», «Сяцзасы», «Цзилицзисы» и «Цзянгунь», китайский император У-цзун писал кыргызскому кагану:
«И тогда за вашим государством сохранится самоназвание Цзянгунь, моим высочайшим приказом вам будет присвоено высшее звание, украсив ваш титул, и между нами установятся близкие отношения. Слово „цзян“ в названии „Цзянгунь“ означает „неисчезаемый, неистребимый“, а „гунь“ — „род, потомство“. Значит, это название говорит о неистребимости рода. Разве можно придумать более лучшее название?!».

## Символика

### Флаг
В Кыргызском каганате существовали различные формы государственно-правовых символов, енисейские кыргызы имели государственную атрибутику в полном составе. Сведения о государственном флаге Кыргызского каганата сохранились в китайских и в арабо-персидских источниках. По некоторым историческим сведениям, сами кыргызы употребляли термин «Государство Алого знамени» по отношению к своему государству. Государственный флаг каганата в эпоху великодержавия представлял собой прямоугольное полотно монотонного зелёного цвета, а штандарт кагана — прямоугольное полотно их двух равновеликих горизонтальных красной и зелёной полос.

### Тамга

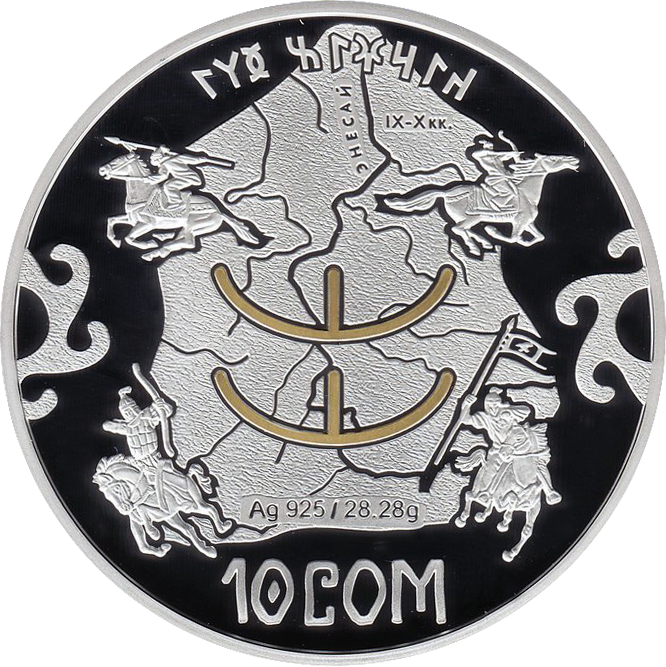
Тамга Кыргызского каганата на памятной монете Киргизии, 2013 год
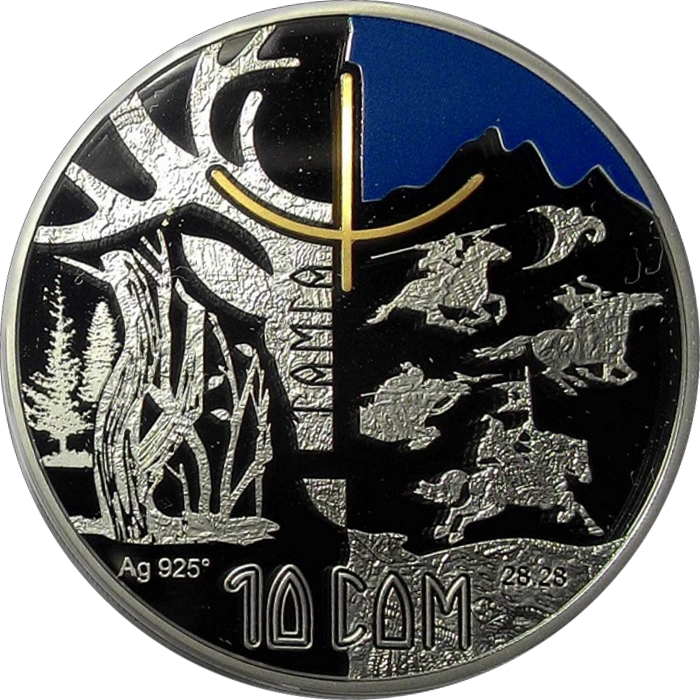
Тамга Кыргызского каганата на памятной монете Киргизии, 2015 год

Тамга в кочевом мире исполняла функции герба, её ставили на рунических надписях, а также на некотором имуществе в качестве подтверждения (печати) уплаты таможенной пошлины. Герб Кыргызского каганата представлял собой сакральный знак, в котором верхний горизонтальный полумесяц при помощи вертикальной линии был соединён с нижней горизонтальной линией.

## Территория
В результате кыргызской военной экспансии во второй половине IX в. границы расселения кыргызов расширились до верховьев Амура на востоке и восточных склонов Тянь-Шаня на западе. Минусинская котловина, будучи центром государства енисейских кыргызов, постепенно стала окраинными землями обширного государства. Территория Кыргызского каганата на момент начала «кыргызского великодержавия» были описаны в Тан Шу:
Хягас было сильное государство; по пространству равнялось тукюеским владениям. На восток простиралось до Гулигани, на юг до Тибета, на юго-запад — до Гэлолу.

## История

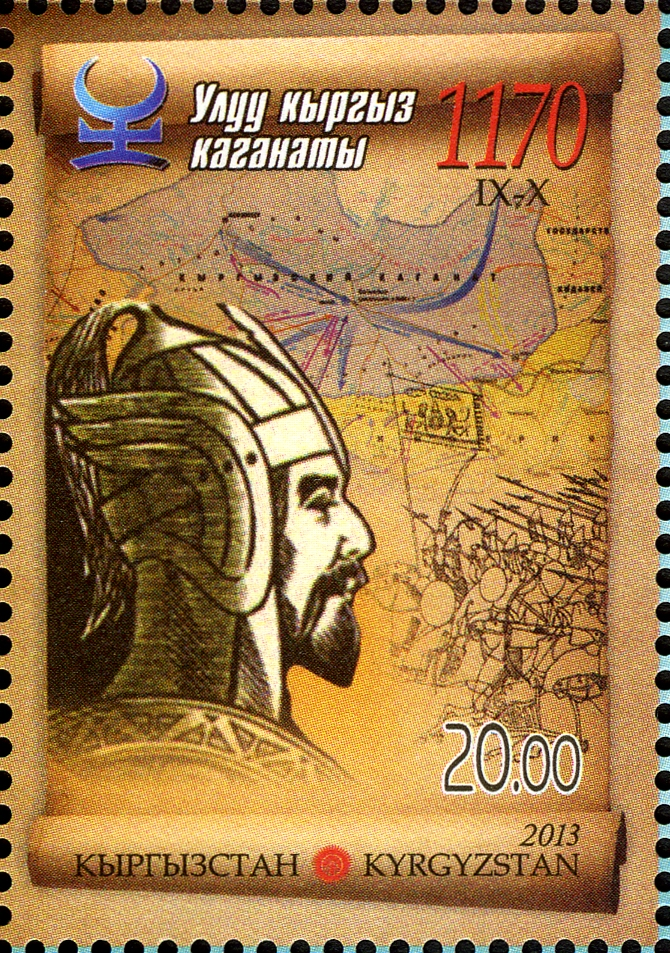
Алп Сол Тепек на почтовой марке Кыргызстана, посвящённая «Кыргызскому каганату». 2013 г.

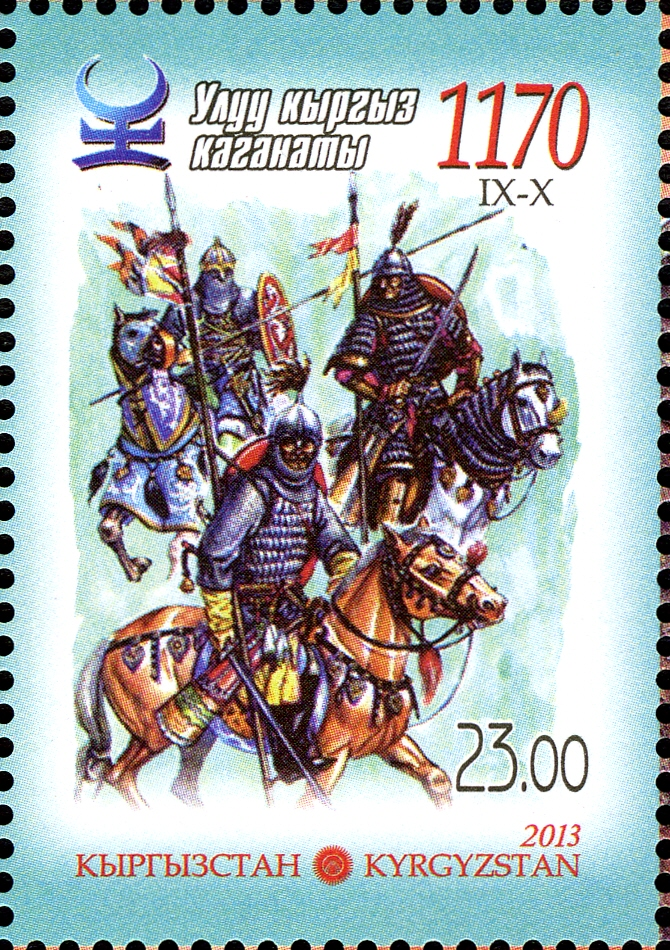
Почтовая марка Кыргызстана, посвящённая «Кыргызскому каганату». 2013 г.

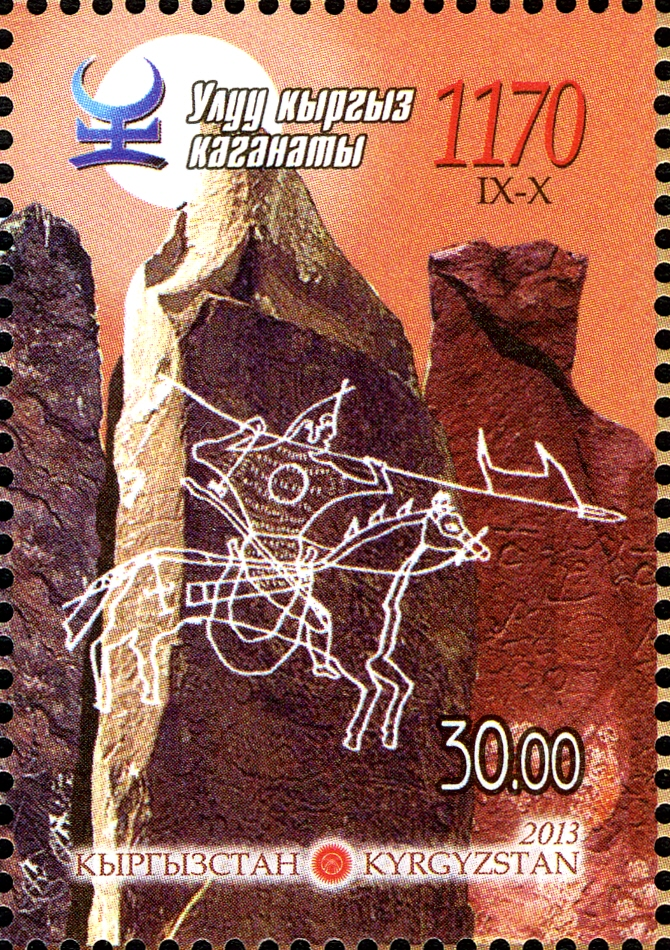
Почтовая марка Кыргызстана, посвящённая «Кыргызскому каганату». 2013 г.

Впервые термин «Кыргызский каганат» был предложен российским и советским востоковедом, тюркологом, Василием Владимировичем Бартольдом.

### Ранняя история. VII—VIII века

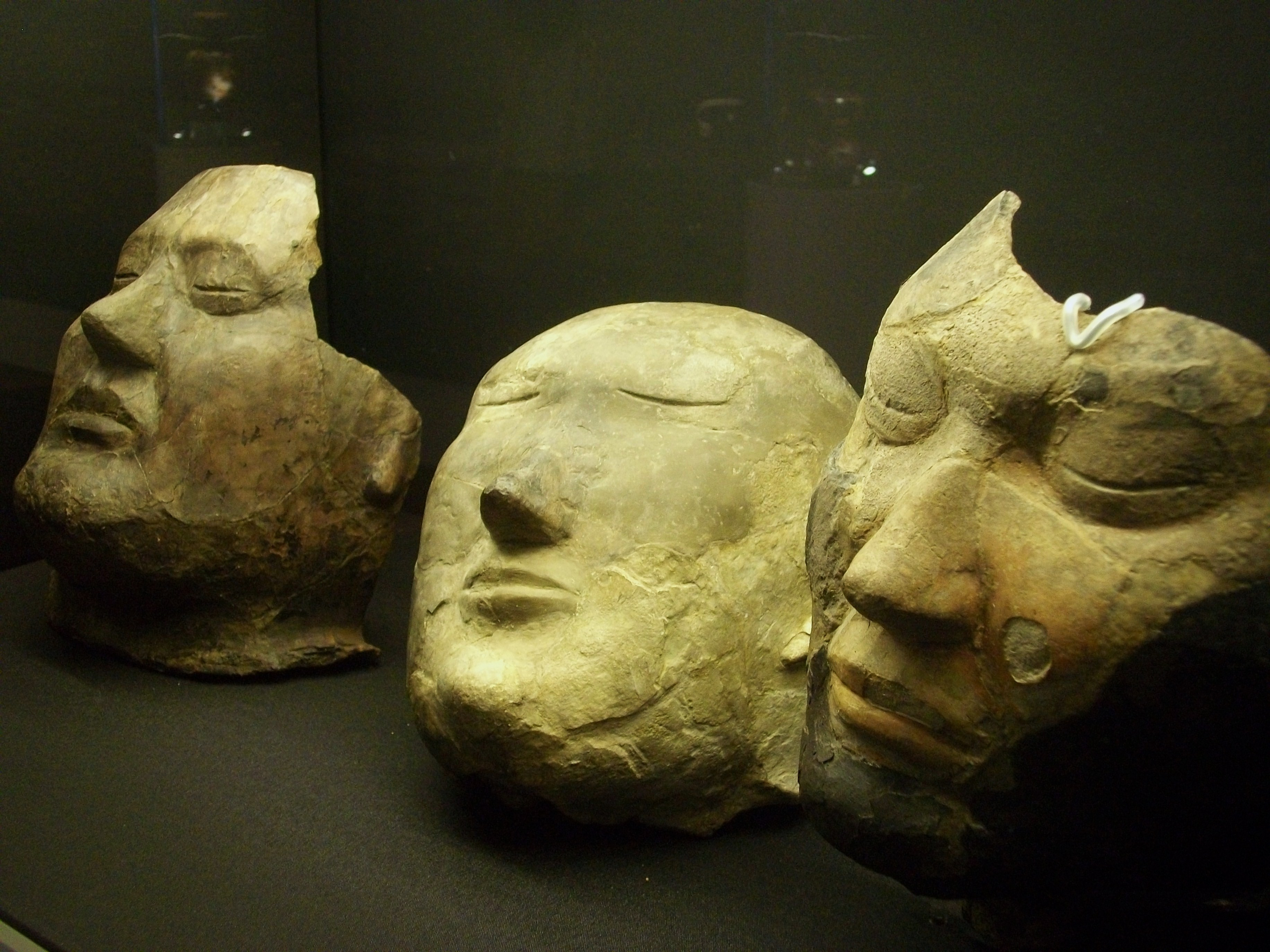
Погребальные маски Таштыкской культуры, в то время, когда енисейские кыргызы захватили регион, V—VI вв.

В VI—VII вв. енисейские кыргызы с подвластными таёжными народами образовывали периферийный удел центральноазиатских государств во главе с наместником — эльтебером. В начале VIII века местные беки и иналы, первым из которых стал Барс-бек, начали борьбу за отделение от каганата и образование собственного государства, претендуя на титул кагана.
В 693 г. Барс-бек объявил себя каганом. Стремясь наказать кыргызов, войска Второго Восточно-тюркского каганата под командованием Капаган-кагана совершили поход на север, который завершился неудачей. Тюрки были вынуждены признать за Барс-беком права на титул кагана, правящие дома двух государств заключили между собой мир, скреплённый династическим браком, Барс-каган получил себе в жёны дочь Эльтериш-кагана. Кыргызский каганат был уравнен в правам с Тюркским каганатом, тюркский правитель был вынужден признать кыргызское государство равным тюркскому. В период правления Барс-кагана окрепли силы Кыргызского каганата, была расширена подвластная кыргызам территория. На востоке кыргызы под командованием Тириг-бега совершили успешный завоевательный поход против курыкан, впоследствии курыканы находились в составе кыргызского государства вплоть до XIII в. Академик В. В. Бартольд отмечал, что в период правления Барс-кагана владения кыргызов занимали обширное пространство до оз. Байкал, что позволило им соперничать с тюрками за гегемонию в регионе даже в эпоху их могущества. Л. Н. Гумилёв писал, что в этот период кыргызские земли на юго-западе простирались до карлуков и на востоке до курыкан. Территория Кыргызского каганата охватывала значительное пространство от Салаирского кряжа до оз. Байкал.
В 707 и 709 гг. в империю Тан приезжало два кыргызских посольства, в это время между тюрками и Китаем шла ожесточённая война. Кыргызы оказались союзниками империи Тан, Барс-каганом была создана антитюркская коалиция из Тюргешского каганата и империи Тан. Согласно надписи Тоньюкука, кыргызы, тюргеши и Китай готовили совместный поход против тюрок. Стремясь расширить коалицию, в 711 г. кыргызы отправили свою делегацию в Тибетскую империю во главе с Эрен-Улугом, однако дипломатическая миссия не имела успеха. На тот момент наибольшую опасность для тюрок представлял «кыргызский сильный каган», было решено нанести по кыргызам превентивный удар. В 709 г. тюркский принц Бильге-хан Богю разбил союзных кыргызам чиков и азов в Туве, создав плацдарм для вторжения в Минусинскую котловину. Барс-каган не решился вмешиваться, надеясь на естественную защиту в виде Саянских гор. Зимой 710—711 гг. тюрки под командованием Тоньюкука, Кюль-тегина и Бильге-хана Богю совершили сложный поход против кыргызов, к которому шла тщательная подготовка. Тюрки совершили обходной манёвр и внезапно обрушились на кыргызов. Уцелевшие силы кыргызов попытались оказать сопротивление, в решающем сражении в долине Сонга кыргызы были разбиты, а их каган убит. Однако кыргызское государство не было ликвидировано, тюрки «дали страну в управление кыргызу», новый кыргызский каган приходился племянником Бильге-хану Богю. Позже, тюрки поставили балбал в честь Барс-кагана.
Кыргызский каганат сохранил политическую самостоятельность, кыргызский каган поддерживал дипломатические отношения с другими государствами. В 722 и 723 гг. в империю Тан приезжало два кыргызские посольства во главе с тегинами Исибо Шэючжэ Биши Сыгинем и Цзюйли Пиньхэчжун Сыгинем. В 731 г. на похороны Кюль-тегина от кыргызского кагана приезжал Чур Тардуш Ынанчу. В 724, 747 и 748 гг. в империю Тан приезжали кыргызские посланцы для обмена лошадей. Поражение в 711 г. подорвало военную мощь кыргызов вплоть до падения Второго Тюркского каганата. Кыргызы не помогли восставшим в 715 г. против тюрок азам, что позволило войскам Кюль-тегина без особых проблем расправиться с восставшими.
С падением Второго Тюркского каганата в 744 г., гегемония тюрок-ашина в Центральной Азии была упразднена. Все бывшие вассалы тюрок, в том числе и сами тюрки вошли в состав Кыргызского каганата. Кыргызам подчинились племена канглы, тёлёс, кесек, тейит и тардуш. Под покровительство кыргызского кагана попали басмылы и байырку, искавшие защиту от карлуков и уйгуров. В 751 г. кыргызы совместно с огузами, карлуками и чиками выступили против экспансии уйгурского кагана Моян-чура. Уйгуры узнали о намерениях коалиции и смогли опередить иx, под командованием Моян-чура уйгуры разбили всех союзников поодиночке. Уйгуры разбили «летучие отряды» кыргызов, после чего совершили поход против карлуков, это отсрочило решающее столкновение между кыргызами и уйгурами. В 758 г. кыргызы были разбиты уйгурами, кыргызский каган лишился своего титула, получив от уйгурского кагана титул «Пицьсйе Тунгйе Гинь». Кыргызы попали в тяжёлую вассальную зависимость от уйгуров, их земли попали в «блокаду», кыргызские посольства не могли проникнуть в империю Тан вплоть до IX в. В 795 г. кыргызы воспользовались тяжёлой войной уйгуров с тибетцами и сменой власти в Уйгурском каганате. Не признав власть нового кагана Кутлуга II, кыргызы подняли восстание. Согласно Карабалгасунской надписи, «империя Гянь-Гунь» [Кыргызский каганат] смогла выставить более чем 400 000 лучников. В ходе битвы «хан Гянь-Гуней» погиб, кыргызы были разбиты. Согласно содержанию надписи, государственные дела кыргызов прекратились, а на земле не стало живых людей. Как подчёркивает Ю. С. Худяков, численность кыргызского войска несомненно, значительно завышена. В согдийском тексте надписи сообщается о 200-тысячном войске «кыргыз-кагана». После разгрома кыргызский каган вновь лишился своего титула.

### Кыргызское великодержавие. IX—X века
В VIII—IX вв. внутри кыргызского государства произошли ряд реформ, позже позволившие мобилизовать силы для борьбы за господствующее положение в Центральной Азии. Создаётся централизованное военно-административное управление, где армия и территория были разделены на соответствующие единицы. Была подчинена феодальная верхушка кыштымских племён. Одновременно с этим шло укрепление тылов государства, путём покорения восточных, северных и западных соседей. На западе проходила граница с карлуками, кыргызы занимали верховья рек Томь и Бия до Салаирского кряжа и лесостепное Приобье. На севере кыргызы вели боевые действия против племён бома (йелочжи), покорив земли севернее современного Красноярска вплоть до Томска. На юге кыргызы контролировали Алтайские горы. Кыргызы развили достаточно высокий для этой эпохи экономический потенциал. Была создана мощная производственная база для массового производства различных видов оружия, конского снаряжение и прочих предметов военного назначения. В 820 г. кыргызский предводитель Ажо объявил себя каганом и начал войну против уйгуров, которая длилась более 20 лет. В том же году уйгурский каган послал войско против кыргызов во главе с одним из министров, однако поход не имел успеха. На территории современной Тывы находилась сеть оборонительных сооружений, строительство которых началось при кагане Моян-чуре. Кыргызы начали совершать дерзкие рейды на уйгурские укрепления, уйгуры были вынуждены держать крупную группировку войск на фронте чтобы сдерживать набеги.
Война приняла затяжной характер. Из-за военных неудач внутри Уйгурского каганата разгорелась политическая нестабильность. В 832 г. в ходе заговора был убит уйгурский правитель Чжаоли-хан, сменивший его Кюлюг-бег-хан покончил с собой в 839 г. после мятежа уйгурского министра Гюйло Фу, совершившего поход на Хара-Балгас в союзе с тюрками-шато. Гюйло Фу возвёл на престол малолетнего Хэса Тэлея, нового кагана не признал другой уйгурский министр Гюйлу Мохэ. Он поднял мятеж и со своим войском присоединился к кыргызам, открыв дорогу на Хара-Балгас. В 840 г. 100-тысячное кыргызское войско разбило под Хара-Балгасом уйгурское войско. Столица была разграблена и уничтожена, после сражения кыргызы заняли земли Тувы и Монголии. В 841 г. кыргызский каган в сопровождении военного эскорта во главе с Дулюй Шихэ отправил на родину китайскую царевну Тай Хэ, захваченную в плен после взятия Хара-Балгаса. Кыргызы стремились установить прямой контакт с империей Тан, претендуя на прежние привилегии уйгуров. Пленение Тай Хэ стало важным фактором в военно-политической борьбе.
В 841—843 гг. кыргызы совершили успешную экспедицию в Тибет с целью вернуть из плена китайскую принцессу Тайхэ, которая была похищена уйгурским предводителем Уге-ханом.

«Уважаемый Хакан, господь дал вам красивую внешность и грозный вид. Вы утихомирили всех, кто обитает в огромной пустыне за крепостной стеной. Вы уничтожили все юрты и шатры уйгуров и справедливо отомстили им. Вы защитили резиденцию нашей царицы, и эта ваша заслуга ещё раз доказывает вашу искренность по отношению к нам.»— Отрывок из письма У-цзуна, адресованное Ажо.
В ноябре 842 г. в китайскую пограничную крепость воеводства Тяньдецзюнь прибыло кыргызское посольство во главе с генералом Табу-хэцзу с письмом от кыргызского кагана. На тот момент кыргызам подчинялась «пять племён» — города Аньси (Куча) и Бэйтин (Бишбалык) в Восточном Туркестане, а также дада (татары) в Восточной Монголии к югу от пустыни Гоби и другие. Сведения о военном столкновении татар с кыргызами сохранились в енисейских эпитафиях, преследуя разбитых татар, кыргызы вторглись в провинцию Ганьсу. В 843 г. кыргызы возобновили военные действия в Восточном Туркестане, ими были повторно захвачены города Куча и Бишбалык. Этот поход едва не привёл к войне с империей Тан. В апреле 844 г. новая кыргызская делегация в империи Тан получила предложение о совместной военной кампании против уйгуров в Маньчжурии. Кыргызы избрали вариант нанести удар по уйгурам в районе р. Эдзин-Гол, вынудив покинуть их эти земли.
В 845 г. кыргызский каган Ажо был удостоен китайского титула «Ван» (царь, король) и «Цзун Инсюнъу Чэнмин Кэхань» (Отцовский герой, боевой и искренний, блестящий каган). Причиной этому послужило желание Империи Тан полностью уничтожить уйгуров руками кыргызов, однако кыргызский каган не был заинтересован в уничтожении уйгуров как народа.
В 848 г. 70-тысячное кыргызское войско под руководством военачальника Або совершило поход в Маньчжурию против Шивэй и уйгуров во главе с Энянь дэлэ-ханом. После победы кыргызы захватили с собой в плен 500 знатных уйгуров и дошли до Ордоса и Великой Китайской стены.

«Он нанёс сильное поражение народу Шивэй, затем собрал всех уйгуров, бывших у Шивэя, и вернул их к северу от Гоби.»— Отрывок из Книги Тан
В 860—874 гг. кыргызские делегации три раза посещали Империю Тан. В государстве существовало частное и государственное землепользование. Каган распределял завоёванную территорию между аристократическими семьями военачальников-феодалов, проявивших заслуги во время войн. Феодальные наделы именовались как «баг», правление ими передавалось по наследству. В начале IX в. оформилась регулярная армия государства и новая служилая знать. Население несло трудовую, воинскую, постойную (квартирную) и подводную повинности. В IX—X вв. сложилась «тюхтятская» культура кыргызов, заменившую культуру чаатас.
В конце IX века кыргызы вторглись в Уйгурское Турфанское идыкутство и захватили города Пенчул, и Аксу, дойдя до Кашгара. Завоевательные походы кыргызов вызвали смятение среди соседних народов, на движение кыргызских войск обратил внимание даже хазарский каган. Примерно в то же время кыргызский каган заключил союз с башкирами и нанёс крупное поражение огузам, обратив большое количество людей в рабство.

«Он послал человека к Башджурту, заключил с ним дружбу и этим усилился; после этого он произвёл нападение на гузов, многих из них убил, многих взял в плен и собрал много денег, частью благодаря грабежам, частью благодаря пленным, которых он всех продал в рабство.»— Отрывок из Зайн аль-ахбар, Гардизи

Военно-политическая экспансия енисейских кыргызов на запад достигла степных и лесостепных районов юга Западной Сибири. Пришельцы из сердца Азии, по-видимому, стали причиной ухода древних угров-мадьяр из Приуралья. Об этом свидетельствуют находки археологов на юге Челябинской области (погребения так называемой «тюхтятской» культуры). В IX—X вв. штандарты енисейских кыргызов достигли пределов Европы. Группы енисейских кыргызов с боями доходили сначала до пределов Приаралья и Сырдарьи, а затем до пределов Северного Кавказа, Причерноморья, Волги и Крыма. В результате этих экспедиций этноним «кыргыз» и «хырхыр» получил широкое распространение по евразийской степи, в Крыму кыргыз-азами были основано владение Кырк-Йер с династией узунов, правившие вплоть до XIV века, на Волге был основан улус енисейских кыргызов, который позже влился в состав современных башкиров как племя кыргыз. Р. Г. Кузеев, рассматривая проблему миграции башкирских племён на запад, писал: 
отдельные группы енисейских кыргызов в общем потоке миграции восточных кочевников в VIII—X века достигли Причерноморья и Крыма. В результате чего этноним «кыргыз» запечатлён в географических названиях Киргиз, Баш-Киргиз, Кучук-Киргиз, Киргиз-китай, Одоман-Киргиз.
В 904 г. кыргызы вмешались в междоусобицы Империи Тан совместно с тибетцами и тюрками Ли Кэюна, ко владениям кыргызов в Восточном Туркестане в этот период относилась значительная территория от Кашгара до оз. Иссык-Куль. В X веке, различные арабо-персидские авторы как Абу Исхак аль-Истахри, Ибн Хаукаль и автор анонимного труда «Худуд аль-алам» считали, что река Итиль (Волга) берёт своё начало в землях кыргызов. Эти сведения, по мнению Л. Р. Кызласова могли означать то, что в X веке границы Кыргызского каганата расширились вплоть до Уральских гор. Пребывание кыргызской административной структуры в степях Зауралья отразилась в мусульманских источниках и в местных топонимах. Название реки «Кыштым», протекающая в Челябинской области, может свидетельствовать о обращении зауральских племён (угров) в кыргызских данников (кыштымов).
Енисейские кыргызы предоставляли государству высших военных и административных руководителей. Они считались связанными и династийно, и через брачные отношения с правящими домами Китая и других сопредельных стран. Китайский император писал кагану енисейских кыргызов: 

«Известно, что Вы, хан, берёте начало своей фамилии из одного со мною рода. [При Хань] Бэйпинский тайшоу по талантам в Поднебесной не имел равного, заключил дружбу и служил на границе. Если натягивал лук, то пробивал камень. После него потомки много упражнялись в военном искусстве, стали генералами. Его законный внук дувэй Ли Лин повёл пять тысяч отборного войска, далеко углубился в пустыню. Шаньюй поднял государство, чтобы дать отпор. [Ли Лин] не мог сопротивляться силе, и хотя сам потерпел поражение, [его] имя потрясло варварские племена. Моё государство приняло наследство потомков бэйпинского тайшоу, хан тоже, является потомком дувэя, поэтому-то объединились наши роды и можно знать [порядок отношений] высшего к низшему».— Документы об отношениях Китая с енисейскими кыргызами в источнике IX века
К 924 г. Кыргызский каганат утратил территории в Восточной и Центральной Монголии. Енисейские кыргызы сохранили два основных массива своего расселения: 1) Верхний и Средний Енисей; 2) Алтай и Иртыш. В последующем енисейские кыргызы разделились на несколько ветвей. Енисейские кыргызы оказались последним тюркским народом, господствовавшим на территории Монголии. С уходом кыргызов земли современной Монголии обрели тот этнографический характер, сохранившийся и до сих пор. По В. В. Бартольду, память о кыргызском господстве в Монголии сохранилась у монголов до сих пор. Могильники («курганы»), располагающиеся в Западной Монголии почти до р. Орхон, именуется «кыргызскими» (даже те, которые принадлежат не кыргызам, а уйгурам). Г. Рамстедт упоминает о «кыргызских» могилах между реками Селенга и Орхон.

### Упадок каганата. XI—XII века
После эпохи «великодержавия» кыргызы были отрезаны от культурных центров, имевших высокоразвитую письменность. В связи с этим сведения о кыргызах становятся очень фрагментарными. По мнению Ю. С. Худякова, главной причиной кратковременности «кыргызского великодержавия» стало истощение людских ресурсов относительно немногочисленного населения в государстве и его распыление на обширной завоёванной территории. В начале X в. кыргызский каган перенёс свою ставку из Монголии в долину Верхнего Енисея — в город Кемиджкет, новая столица располагалась недалеко от вассального по отношению к кыргызам племени «фури» В 930-е годы западная граница империи Ляо принимала кыргызские посольства, по сведениям караханидского учёного Махмуда Кашгари, кыргызы являлись самым восточным тюркским народом, граничащим с Китаем и монголоязычными татарами. В середине X в. между кыргызами и киданями была потеряна общая граница. Дипломатические контакты с Ляо постепенно затухают, в 952 и 976 гг. кыргызские посольства приезжали к императорскому двору Ляо с дарами. Империя Ляо на тот момент вела войну в северном Китае, одновременно с этим центральноазиатские степи начали активно заселять монголоязычные племена. Кыргызский каганат смог сохранить Минусинскую котловину, Туву, Алтай и Северо-Западную Монголию. Часть восточно-туркестанских кыргызов была отрезана от Монголии в результате экспансии государства Ляо. Эта группа кыргызов продолжала удерживать отдельные районы Восточного Туркестана вплоть до Таласской долины, их северными соседями являлись кайи и кимаки. В конце X в. эта группа кыргызов попала в зависимость от турфанских уйгуров. В эпоху «великодержавия» кыргызы неоднократно захватывали города Куча, Бишбалык, Учтурфан и др. Это послужило причиной переселения части кыргызов в Восточный Туркестан. Некоторые города, как например, Пенчул неоднократно переходили то в кыргызскую, то в уйгурскую власть. К XII в. восточно-туркестанские кыргызы начали перенимать культуру своих мусульманских соседей. Они оставили традицию кремации и пришли к захоронению умерших.
В XI в. Кыргызский каганат стал напрямую граничить с монголоязычными племенами. Соседство с ними привело к проникновению многих новаций в кыргызскую культуру. В XI—XII вв. комплекс дальнего и защитного вооружения кыргызского воина претерпел некоторые изменения. Со временем государственное устройство кыргызов постепенно деградирует, власть кагана сакрализуется. Как сообщает арабский историк Абу Дулаф аль-Хазраджи, каганом у кыргызов мог стать человек, который достиг возраста сорока лет. С потерей централизованной власти кыргызы начинают делиться на самостоятельные улусы во главе с иналами. Кыргызские феодалы (беги), лишившись возможности обогащаться в завоевательных войнах, начинают организовывать грабительские набеги друг на друга. Основываясь на памятники кыргызской письменности этого времени, каждый бег располагал небольшой дружиной из сорока профессиональных воинов. На территории Кыргызского каганата на правах кыштымов проживали различные племена, обитавшие в Туве (Алты Баг Кешдем; «семь кыштымских округов»), на Алтае, в таёжной зоне Саянских гор, Кузнецкого Алатау и северной периферии Минусинской котловины. В X в. значительная часть кыштымов была отюречена кыргызами.
В 1130 г. начались боевые действия между кыргызами и киданями. Войско киданей напав на кыргызские племена и встретив сопротивление, во главе с Елюй Даши вернулось в Восточный Туркестан, а позже совершили повторное нападение на кыргызов и сопредельные народы. В 1133 г. Елюй Даши повторил нападение на кыргызов и взял на тот момент «уйгурский город» Бишбалык. В середине XII века кыргызы были разбиты найманами во главе с Инанч-ханом, граница между найманами и кыргызами стала проходить по хребту Танну-Ола. Это поражение нанесло тяжёлый урон кыргызам, так как кыргызское государство разделилось на два самостоятельных княжества, «Кем-Кемджиут» и «Кыргыз». В 1199 г. в область Кем-Кемджиут бежал найманский правитель Буюрук, который был разбит Чингисханом. В последующем это стало поводом для начала боевых действий между монголами и кыргызами.
В 1207 г. к границам кыргызов подступили монгольские войска во главе с Джучи и Субэдеем, кыргызские иналы решили добровольно подчиниться Монгольской империи. Многие лесные племена, которые были кыштымами (вассалами) кыргызов также перешли в монгольское подданство. Рашид ад-дин писал:
Подчинив ойратов, бурятов, бархунов, урсутов, хабханасов, ханхасов и тубасов, Чжочи (Джучи) подступил к тумен-киргизам. Тогда к Чжочи явились киргизские нойоны Еди, Инал, Алдиер и Олебек-дигин. Они выразили покорность и били государю челом белыми кречетами - шинхот, белыми же меринами и белыми же соболями.

### В составе Монгольской империи. XIII век
Кыргызский каганат оказался наиболее долговечным государством в истории народов Южной Сибири и Центральной Азии. К началу XIII века Кыргызский каганат являлся единственным самостоятельным государством к северу от монгольских земель. Этнополитические процессы народов Южной Сибири до конца XIII века определялись двумя важнейшими факторами — существование Кыргызского каганата, охватывающий всю Южную Сибирь и часть Центральной Азии, и экспансия Монгольской империи. Кыргызский каганат начал существовать почти одновременно с государствами древних тюрок, пережив их, а позднее и Уйгурский каганат. После событий 1207 года власть над Южной Сибирью оставалась в руках местных кыргызских правителей, официально территория каганата вошла в состав Улуса Джучи. В составе Монгольской империи Кыргызский каганат имел высокое политическое значение.
Присягнув на верность Чингисхану, кыргызские князья смогли на некоторый промежуток обезопасить свои владения, однако одним из основных условий вассалитета был «налог кровью», который обязывал кыргызских иналов поставлять свои войска в ряды монгольского войска. В 1218 г. против монголов восстали туматы, от князей енисейских кыргызов потребовали войска, так как кыргызские владения находились в непосредственной близости от центра восставших, однако кыргызские иналы, вдохновившись сопротивлением туматов тоже подняли восстание против монгольского господства во главе с Курлун-иналом. Восстание енисейских кыргызов являлось серьёзной угрозой для монгольской власти на Саяно-Алтае, поэтому для подавления были отправлены главные подразделения монгольской армии во главе с Джучи. Совершив поход в Минусинскую котловину, Джучи подавил силы енисейских кыргызов и их кыштымов.
В 1226 г. владения кыргызских князей вошли в состав улуса Великого хана, под властью Толуя. В 1229 году, хан Угэдэй, стремясь снизить волнения среди кыргызского населения, взял в жёны знатную девушку из кыргызов, заключив династийный союз с местной аристократией, четвёртой главной женой Угэдэя стала Джачин-хатун. Однако реальная власть на территории кыргызских княжеств оказалась в руках вдовы Толуя — Сорхахтани.
В 1251 г. Мункэ послал к границам кыргызских княжеств армию во главе Буха-нойоном, предотвращая возможное восстание. В 1264 г. кыргызское население было подвергнуто массовой мобилизации в войско Ариг-Буги, что привело к ослаблению влияния кыргызского этноса в Южной Сибири, и в свою очередь возвышению монгольского этноса. После того, как Ариг-Буга проиграл войну Хубилаю, земли кыргызов были включены в состав Империи Юань как административная единица в составе провинции Линбэй.
В 1273 г. кыргызы приняв сторону Хайду в междоусобицах чингизидов, подняли восстание против местного юаньского наместника, в результате этого восстания Кыргызский каганат временно вернул независимость. В 1276 г. войска Хайду совершили крупный поход в Монголию, в свою кыргызский инал, боясь предпринимать решительные меры, пытался заигрывать с Лю Хао-ли, с которым в 1279 г. он начал переговоры. В 1286 г. Хайду совершил новый поход в Монголию, после чего кыргызские князья окончательно перешли на его сторону. В 1293 г. кыргызские князья были разбиты нойоном Тутуха, после чего кыргызское население подверглось массовой депортации, что привело к рассеиванию этноса енисейских кыргызов.

## Государственное устройство

### Государственные должности
- Каган, Эльтебер, Ажо — верховный правитель государства.
- Инал, Тегин — принц, член каганской семьи. С XI века государством начали управлять иналы, которые номинально подчинялись сакральному кагану.
- Чад, Шад, Чор — наследный принц. Был на 4-й или 5-й ступени иерархии чинов, которые давались членам правящего или знатного дома.
- Три великих главнокомандующих (Хэси-бэй, Гюйшабо-бэй, Ами-бэй) — заведующие государственными делами.
- Иль Огэси— премьер-министр (канцлер), сборщик налогов.
- Ябгу — титул верховного правителя Алтайского наместничества кыргызов.
- Ичрэки — министр императорского двора.
- Байла, Ярган — судебный деятель высшего ранга.
- Ага-торо — старший чиновник.
- Тутук — чародный чиновник.
- Торот-сангун — заведующий армией.
- Сангун — генерал.
- Тарханы — управители округов.
- Пятнадцать управителей — заведующие внешней политикой, судебными делами, налогообложением и финансовыми делами.
- Чигши — особоуполномоченные. Чиновное лицо в администрации округов, посыльные чиновники, делегируемые из центра с каким либо поручением.
- Бии, Беги — исполнительная власть, заведующие сельским хозяйством.
- Чангши — чиновники по учёту, также летописцы или анналисты. Вели записи по налоговым недоимкам, долгам крупных феодалов и прочие финансовых операций.
- Йалабач — посол, дипломат.
- Ынанчу — доверенное лицо.
- Эльчи — присланный командир из центрального управления.
- Урунгу — штандартоносец, командир полка.

### Гражданские профессии
- Отачи — врачеватель.
- Битигчи — писарь.
- Емлиг — поставщик провианта.
- Йагыда — декоратор.
- Темурчи — кузнец.

### Государственный аппарат
В VI—VII веках у енисейских кыргызов сложилась прочная военно-административная государственная система. Территории государства делилось на шесть округов (улусов) — багов, которые управлялись феодалами — бегами. Высшим органом государственной власти служил курултай, на котором рассматривались вопросы, вносимые каганом. Верховный правитель государства енисейских кыргызов в разное время обладал различными титулами как «Эльтебер», «Каган» или «Ажо». В аппарат государственного управления входили байла (визирь), тутук (народный чиновник), ага торо (старший чиновник), торот-сангун (глава армии), тархан (региональные управители).
Местной властью служили тарханы, тутуки, беги и бии. Тутуки являлись каганскими наместниками, осуществляя политическую власть. Бии и беги представляли исполнительную власть в регионах, в их обязанности входило сельское хозяйство и обеспечение армии продовольствием и всем необходимым.
По сведениям китайских источников, Кыргызский каганат делился на «бу» (административные единицы). Государственные чиновники делились на шесть разрядов, по мнению Е. И. Кычанова, это соотносится с «шестью министерствами» администрации империи Тан. Государственный аппарат Кыргызского каганата включал в себя следующих чиновников: 7 цзайсянов (огя, канцлеры, визири, главы правительства); 3 дуду (тутуки, управляющие крупными административными единицами); 10 чигши («посыльные», чиновники, делегируемые из центра с каким-либо поручением); 15 чангши (заведующие делопроизводства, секретариата); цзянцзюни (сангуны, генерал, командующие войсками, число сангунов было непостоянным); дагани (тарханы, сборщики налогов, число тарханов было непостоянным).
По сведениям из китайских источников, семь цзяйсянов, три дуду и десять чжиши совместно «ведали войсками», как отмечал Е. И. Кычанов, они одновременно были чиновниками и командирами военно-административного аппарата. Малое количество дуду и большое количество цзяйсянов, вероятно, свидетельствует о том, что эти чиновники дополняли друг друга в качестве главных администраторов центральной и местной власти. Наличие пятнадцати чиновников, ведавших делопроизводством (секретари-чангши), свидетельствует о широком употреблении письма и документации. Основываясь на данных китайских источников, в делопроизводстве Кыргызского каганата использовалось староуйгурское письмо. С. А. Плетнёва относила Кыргызский каганат к государствам «третьей стадии», где земледелие занимало в экономике видное место, превратившись в её развитую отрасль. Она отметила успехи Кыргызского каганата в том, что енисейские кыргызы были более свободны от влияния и интриг Китая, что поспособствовало росту их собственной государственности и культуры.

### Административное деление
| Округ           | Территория                       |
| --------------- | -------------------------------- |
| Кыргыз          | Минусинская котловина            |
| Кем-Кемджиут    | Западная Монголия, Западная Тыва |
| Иланьчжоу       | «Змеиный округ», Тыва            |
| Усы             | Долина реки Ус                   |
| Ханьхэн         | Улуг-Хем, Тоджа                  |
| Алты Баг Кешдем | Долина реки Хемчик, Тыва         |
| Каркыра         | Восточный Казахстан              |

По Л. Р. Кызласову, административное деление Кыргызского каганата в IX—XII вв. выглядело следующим образом:
| Условное название | Территория               |
| ----------------- | ------------------------ |
| Хакасия           | Минусинская котловина    |
| Кешдим            | Тыва                     |
| Алтай             | Горный и северный        |
| Уйгурия           | Северо-западная Монголия |

### Законодательный орган
Законы енисейских кыргызов имели суровый характер, в государстве была хороша развита система наказаний. Особые преступления, которые карались смертной казнью, считались угрозой для государственной безопасности и стабильности. Такими преступлениям считались: замешательство перед сражением, плохой совет высшему правителю, разбой, воровство, плохое исполнение обязанностей посла и так далее. Гражданское право жителей Кыргызского каганата предусматривало, что отец казнённого преступника обязан носить на шее отсечённую голову сына вплоть до своей смерти.

### Налогообложение
Население государства платило налоги соболями, белками и пушниной, совершеннолетние мужчины считались военнообязанными и должны были в обязательном порядке нести военную службу. В государстве налоги и дань взимались натуральными товарами, в древнекыргызских письменных памятниках часто встречается слово «йака», означающее «плата», «вознаграждение». Енисейскими кыргызами систематически взимался ясак, который считался окладным сбором и нормировавшийся только князьями. Кыргызские князья систематически эксплуатировали кыштымское население путём различных торговых и ростовщических операций, долговые платежи имели статус «албан» (ясак), который вносился к кыргызским князьям.

### Канцелярия
В Кыргызском каганате существовал бумажный документооборот, это подтверждается визитом арабского поэта и путешественника Абу Дулафа аль-Хазраджи в страну енисейских кыргызов в X веке. Он сообщает что енисейские кыргызы для письма использовали калам (тростниковое перо), что подтверждает использование в стране кыргызов бумаги в различных нуждах.

## Внешняя политика

### Тибет
Первые попытки установления дипломатических отношений Кыргызского каганата с Тибетом были предприняты Барс-каганом в начале VIII в. Барс-каган, ведя борьбу за гегемонию в Центральной Азии со Вторым Восточно-тюркским каганатом, был заинтересован в заключении союза с южными соседями тюрок. В 693 г. кыргызы отразили поход тюрок на север, в результате чего кыргызский правитель получил права на титул кагана. Несмотря на заключённый с тюрками династийный союз, угроза тюркского вторжения продолжала оставаться для кыргызов вполне реальной. Барс-каган развернул активную внешнюю политику по созданию мощного военного союза против тюрок, в 707 и 709 гг. кыргызские посольства дважды посещали Китай. Стремясь расширить коалицию против тюрок, в Тибет было отправлено кыргызское посольство во главе с Эрен-Улугом. По сведениям китайских источников, делегация Эрен-Улуга вошло в Тибет в августе-сентябре 711 г. Дипломатическая миссия кыргызов в Тибете не имела успеха, зимой 710—711 гг. тюрки нанесли кыргызам сокрушительное поражение в сражении в долине Сонга. Посольство в Тибете не смогло вернуться на родину, вероятно, оно погибло на чужбине.
Контакты с Тибетом возобновились лишь в IX в. Возможно, начало выступления кыргызов против уйгуров в 820 г. и вторжение тибетских войск в долину р. Орхон под командованием военачальника Шан-Шацзуна в 821 г. было согласовано. Вторжение тибетских войск едва не привело к уничтожению Уйгурского каганата, лишь смерть тибетского царя заставила войска вернуться на родину. После разгрома уйгуров в 840 г., главной целью внешней политики Кыргызского каганата овладеть «уйгурским наследием», в виде подчинения всех их бывших территорий и сохранение их привилегий по отношению к Китаю. Кыргызы совершают ряд походов в 840—848 гг., в связи чем дипломатические отношения с Тибетом временно отходят на второй план. В конце IX в. кыргызы совершили новые походы в Восточный Туркестан, они подчинили себе города Пенчул и Аксу, дойдя до Кашгара. Военные действия были направлены против уйгуров, в то время как с Тибетом и карлуками поддерживались дружественные отношения. Согласно китайским источникам, тибетцам чтобы попасть в земли кыргызов, приходилось идти обходным путём по землям карлуков, избегая грабежей со стороны уйгуров. В 904 г. кыргызы совместно с тибетцами приняли активное участие в междоусобной войне в империи Тан, поддержав тюрок-шато Ли Кэюна. В это время кыргызы контролировали значительную территорию в Восточном Туркестане от Кашгара до оз. Иссык-Куль. Часть кыргызов осела на покорённых землях, вероятнее всего, в этот промежуток времени наблюдаются наиболее интенсивные контакты в области культуры, торговли и военного дела.
Имеются археологические сведения о присутствии кыргызов в сопредельных с Тибетом территориях. В южных районах пустыни Гоби в местности Барун-Бичигит были обнаружены наскальные изображения кыргызских воинов, а в 1913 г. А. фон Лекоком в оазисе Кум-Тура (Восточный Туркестан) была обнаруженная настенная роспись, изображающая двух кыргызских воинов. Вещи тибетского производства, попавшие путём караванный торговле в Минусинскую котловину и Туву, свидетельствуют о связях между Кыргызским каганатом и Тибетом в различных сферах. В кыргызском кургане IX—X вв. из Саглынской долины (Тува) были обнаружены тибетские надписи на берёсте. «Берестяная грамота» с религиозным содержанием свидетельствует об определённом идеологический влиянии тибетцев в кыргызских землях. Известен переписчик в тибетской транскрипции китайских буддийских книг, являвшийся выходцем из «княжеского дома страны Кыргыз», живший в IX в. Однако буддизм не смог широко распространиться в Кыргызском каганате. Из Тибета и Восточного Туркестана поступали различные предметы роскоши, дорогая посуда, ткани и богато украшенное оружие. Совместные военные действия против уйгуров поспособствовали культурному обмену в области военного искусства. В X—XII вв. у кыргызов получает распространение порода гигантских боевых собак, вероятно завезённых из Тибета. После окончания эпохи «кыргызского великодержавия», связи с Тибетом значительно ослабевают, либо вовсе прекращаются.

### Башкиры
Преследуя группу разбитых уйгуров, бежавших на запад, уже к середине IX в. кыргызы вышли к Среднему Иртышу, а затем к Уралу, встретившись с племенами древних башкиров. Следы кыргызской культуры IX—X вв., называемой «тюхтятской» были обнаружены в верховьях р. Урал и на Среднем Иртыше. Вероятнее всего, в IX—X вв. в результате военных походов кыргызских войск этноним «кыргыз» получил широкое распространение в Центральной Азии. Опираясь на труды Р. Г. Кузеева, Л. Р. Кызласов предположил, что в результате западной экспансии Кыргызского каганата в Башкирию проникли такие родоплеменные группы как ун, кахас, ас, табын, киргиз и сарыг. Контакт башкирских племён с кыргызскими войсками зафиксировал персидский автор Гардизи XI в. Опираясь на сведения Гардизи, во второй половине IX в. кыргызы заключили союз с башкирами. Таким образом, башкирские племена стали врагами кимаков, кипчаков, уйгуров и огузов.

## Города и градостроение
В Кыргызском каганате были широко распространены городские поселения, енисейские кыргызы по сравнению с другими тюркскими народами не были типичным для них народом. Арабский географ Мухаммад аль-Идриси в своём труде «Книга Рожера» упоминает сразу четыре кыргызских города: «Hākan-Hirhīr», «Hirhīr», «Našrān» и «Darand-Hirhīr». Аль-Идриси даёт следующее описание городов: 
Город, где обитает царь хырхыров расположен близ полуострова гиацинтов, расстояние города от моря около трёх дней. Все города страны хырхыров помещаются на территории протяжением около трёх дней. Городов этих четыре. Город, в котором живёт хакан хырхыров, очень укреплён, окружён стенами, рвами и траншеями.

Города кыргызов (правый нижний угол) на карте Аль-Идриси. (Б. Е. Кумеков // Страны и народы Востока, 1971 год)

Азербайджанский поэт Низами Гянджеви в своём труде «Искандер-наме» описывает кыргызскую столицу — «подобием рая», а Кыргызский каганат — «благословенной страной Хирхиз». Далее в своей поэме он пишет:
И помчавшись, лугов миновал он простор.

И сады, и ручьёв прихотливый узор.

И увидел он город прекрасного края.

Изобильный, красивый, — подобие рая.

К въезду в город приблизился царь. Никаких

Не нашёл он ворот, даже признака их.

Он увидел нарядные лавки; замков

Не висело на них, знать, обычай таков!

Горожане любезно, с улыбкой привета.

Чинно вышли навстречу Властителю света.

И введён был скиталец, носивший венец,

В необъятный, как небо, лазурный дворец.

Пышный стол горожане накрыли и встали

Пред столом, на котором сосуды блистали.
Другой анонимный персидский источник Худуд аль-алам упоминает о городе и столице енисейских кыргызов — Кемиджкет, что в переводе означает «Город на Енисее». Енисейские кыргызы умели возводить различные виды укреплений, одной из таких была крепость Тарпиг, останки которой находятся на территории современной Хакасии. Города енисейских кыргызов имели прямые торговые связи и пути с Великим шёлковым путём, в различных арабских, персидских и китайских источниках имеются сведения о маршруте торговли в страну кыргызов. В IX в. создавались совместные торговые фактории с купцами из Восточного Туркестана. В марте 843 г. кыргызами были захвачены города Бишбалык и Куча, их отряды дошли до Кашгара. Л. Р. Кызласов предположил, что кыргызские каганы совместно с индоевропейскими купцами из Хотана создали город-факторию, который разместили на важном перекрёстке сухопутных и водных путей, вблизи р. Обь, где сходились излучины рек Томь и Чулым. Купцы из Хотана, в память о своей родине дали новому городу название «Гаустина», таким образом на территории Южной Сибири появился собственный «Хотан». Гаустина являлась центром международной торговли и перевалочным пунктом для диковинных товаров из юга, обмениваемых на драгоценную пушнину, мамонтовые бивни, мускус и др. Вблизи рек Кия, Яя и Четь были обнаружены кыргызские курганы, датируемые X—XIV вв. Скопление крупных и долговременных курганов наблюдается у крупных средневековых поселений городского типа. В междуречье среднего течения Чулыма и низовьях р. Томь на протяжении долгого времени проживала большая группа енисейских кыргызов. Они являлись воинами, земледельцами и торговцами, обслуживающими северный отрезок международного торгового маршрута, а также занимающимся охраной и административным управлением регионом.

О древнекыргызских городах также сообщает и «Рашид ад-дин». По его сведениям на территории течения верхнего и среднего Енисея находилось «много городов и селений», а на северных границах вблизи впадения Ангары находится северный город «Кикас», который «принадлежит к области киргизов». Хивинский хан Абульгази, в одном из своих трудов сообщает, что у енисейских кыргызов было: 
два города Камкамчут, которые недалеко один от другого стояли между двух больших рек, Селенги и Икран-мурана, и ещё два больших города на границ, которые оба назывались Апручир; что они последнею рекою отделялись от одного татарского племени и по смерти Чингизхана достались меньшему сыну Таулаю. Река Айкара-муран протекает по среди киргизских владений. При устье реки, на берегу моря, стоит большой город; селений около него много, стада и табуны пасущегося скота многочисленны. Этот город они называют Алакчин. Близ него есть серебряные рудники: у тамошних жителей котлы, чашки, блюда делаются все из серебра.
 В «Юань Ши» упоминаются сразу два кыргызских города — «Кянь» (Енисейский город) и «Илань» (Змеиный город), которые служили центром префектур Кяньчжоу и Иланьчжоу. Также сообщается, что в городах живут несколько тысяч семей уйгурских и монгольских переселенцев, а также потомки китайских ремесленников, которые были переселены на Енисей во время основания Монгольской империи.

## Культура и общество

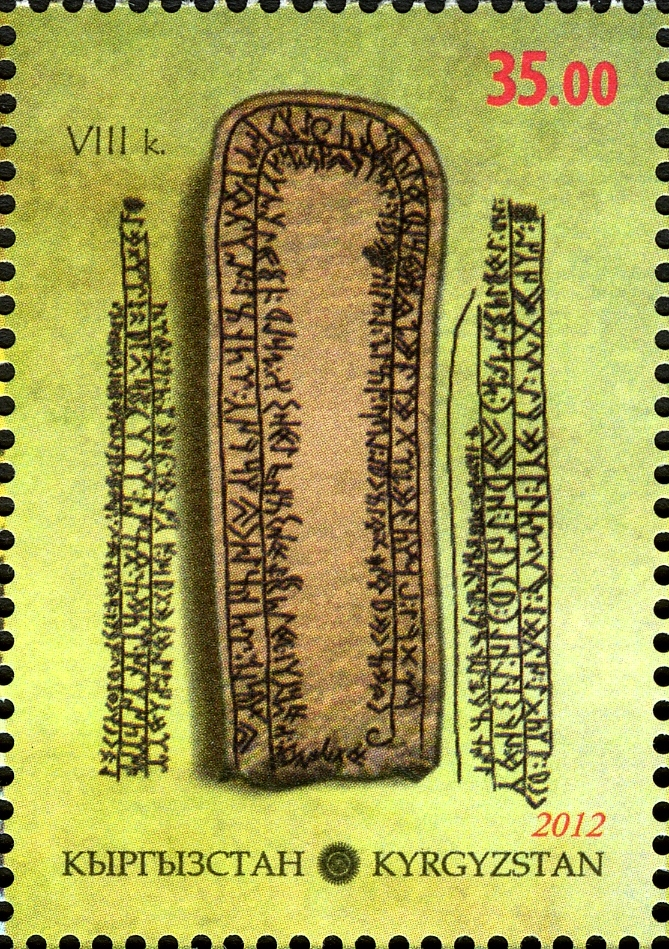
Почтовая марка Киргизии, посвящённая рунической письменности Кыргызского каганата, 2012 г.

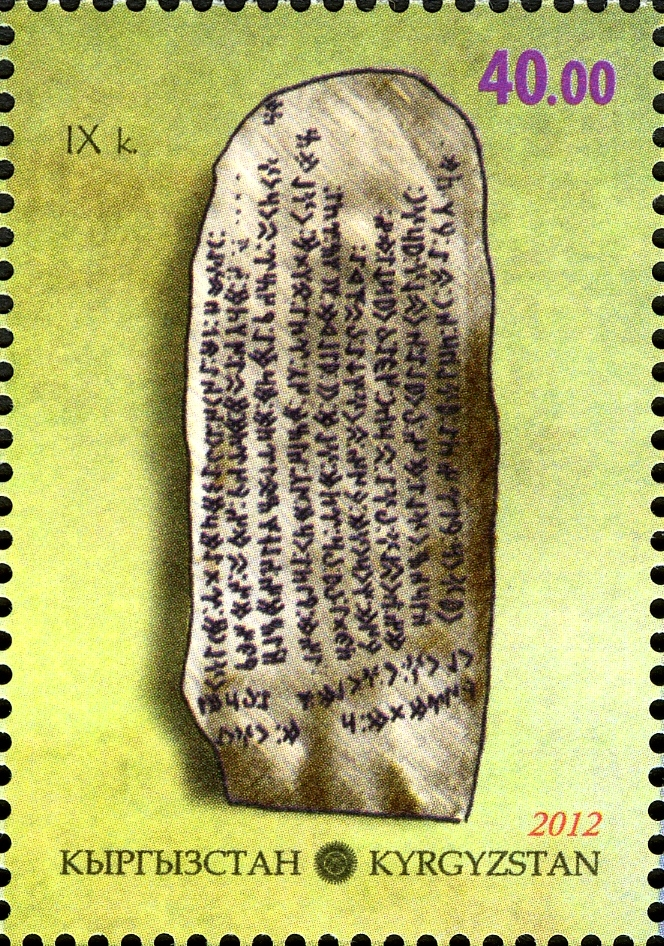
Почтовая марка Киргизии, посвящённая рунической письменности Кыргызского каганата, 2012 г.

Служение «Божественному государству» (кыргызскому элю) и правителю считалось высшей честью для военного сословия. Правитель носил титул кагана, а его жена титул катун. Императорская чета почиталась народом как земная «ипостась» божественной пары Тенгри («Небо») и Умай — покровительницы рожениц и детей.
В государстве был единый календарь — циклическая система с периодом в 12, 60 и более лет, сохранившаяся у современных киргизов и хакасов. Интересно, что упоминание о ставшем почти общемировым календаре (гороскопы, символика и т. п.) впервые встречается как раз в китайском повествовании о енисейских кыргызах.
Общегосударственная руноподобная письменность, восходящая через согдийское посредство к ближневосточным алфавитным системам (арамейской и т. д.), являлась главным культурным достижением.

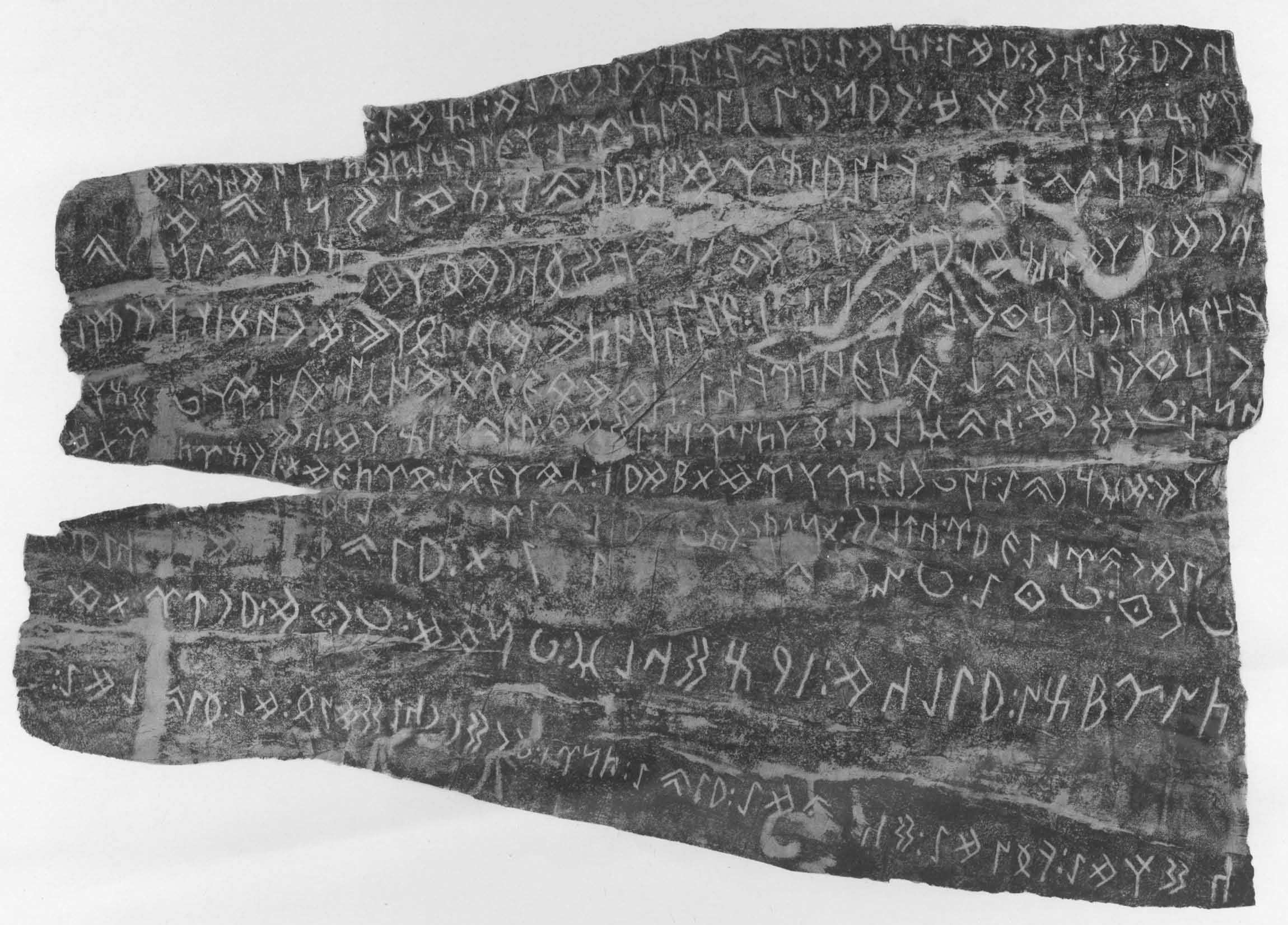
Элегестская надпись найденная Й. Р. Аспелиным в 1888 году на левом берегу реки Элегест, Тува

Вероятно, часть населения жила преимущественно оседло, так как возделывались разнообразные земледельческие культуры: пшеница, просо, ячмень, конопляное семя, фруктовые деревья, овёс и рожь. В основном зерно перемалывали ручными мельницами, но имеются сведения об устройстве водяной сложной мельницы. Плужное земледелие и разветвлённая ирригационная сеть позволили получать при засушливом лете и морозной зиме хорошие урожаи. Источники противоречиво отмечают, что в Кыргызском каганате были города. Очень широкими были торговые связи — в каганат приходили караваны из городов Восточного Туркестана, Афганистана, Средней Азии, Китая и Тибета.
В. В. Бартольд справедливо считал, что енисейские кыргызы по степени своего культурного развития стояли гораздо выше своих северных и восточных соседей. Культурное превосходство кыргызов отражалось в наличии городов, развитой металлургии, развитым земледелием и скотоводством, собственной рунической письменностью и большой грамотностью населения.

### Образование

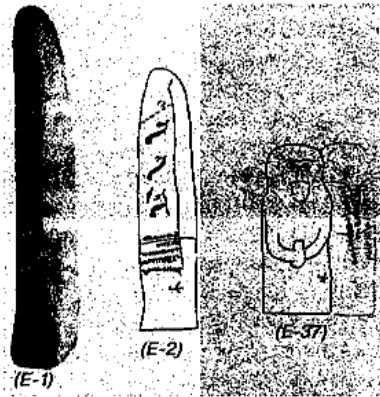
Енисейские письменные памятники

Всего на территории Хакасии, Тувы, Алтая, Красноярского края, Монголии, Таласа и Кочкора было обнаружено от 150 до 225 памятников рунического письма. В рунических эпитафиях часто описывалось внутреннее устройство кыргызского общества в V—X веках. В енисейских письменных памятниках насчитывалось 39 букв. Более того, руническая письменность часто использовалась в чеканке монет, как например на китайских монетах эпохи Тан вырезалась надпись «бир чиким акча» (одна расходная монета). Грамотность была распространена так и среди знати, так и среди простого населения. На скале Хая-Бажы (Тыва) была обнаружена руническая надпись, гласящая следующее: «Слушайте, все люди, посла из Кара сэнгир!». Обращение было рассчитано на прочтение надписи широкой массой населения. О распространении грамоты и среди населения свидетельствуют и надписи на простых предметах: обломки зеркал, кинжалы, пряслицы, серебряные сосуды, монеты. Вероятно, на территории Кыргызского каганата функционировали государственные школы и учителя. В начале X в. кыргызская знать не удовлетворялась «домашним образованием», в связи с чем отправляла своих детей на продолжение обучения в Тибет и государство Ляо, где в то время существовали даже академии. В этот период в Кыргызском каганате имелись учёные люди, получившие образование заграницей, знающие такие языки как арабский, персидский, киданьский, китайский, согдийский, сирийский и тибетский. Есть сведения о неком поэте по имени Хасето Абхгаден, живший в Дуньхуане. Он являлся переписчиком тибетской транскрипции китайских буддийских книг и был выходцем из «княжеского рода страны Кыргыз». Образованная часть населения была хорошо знакома с культурой, философией, религией и литературой западных и восточных стран. Для письма использовались тростниковые перья и жидкие чернила, ими писали на бумаге, коже и вываренной бересте. В свою очередь на камне вырезали те надписи, которые хотели увековечить. Во время дипломатических переписок кыргызские каганы использовали собственную письменность, широко известной в Центральной Азии и на Дальнем Востоке благодаря уйгурам. В Кыргызском каганате имелись свои рукописные книги и литература.

### Изобразительное искусство

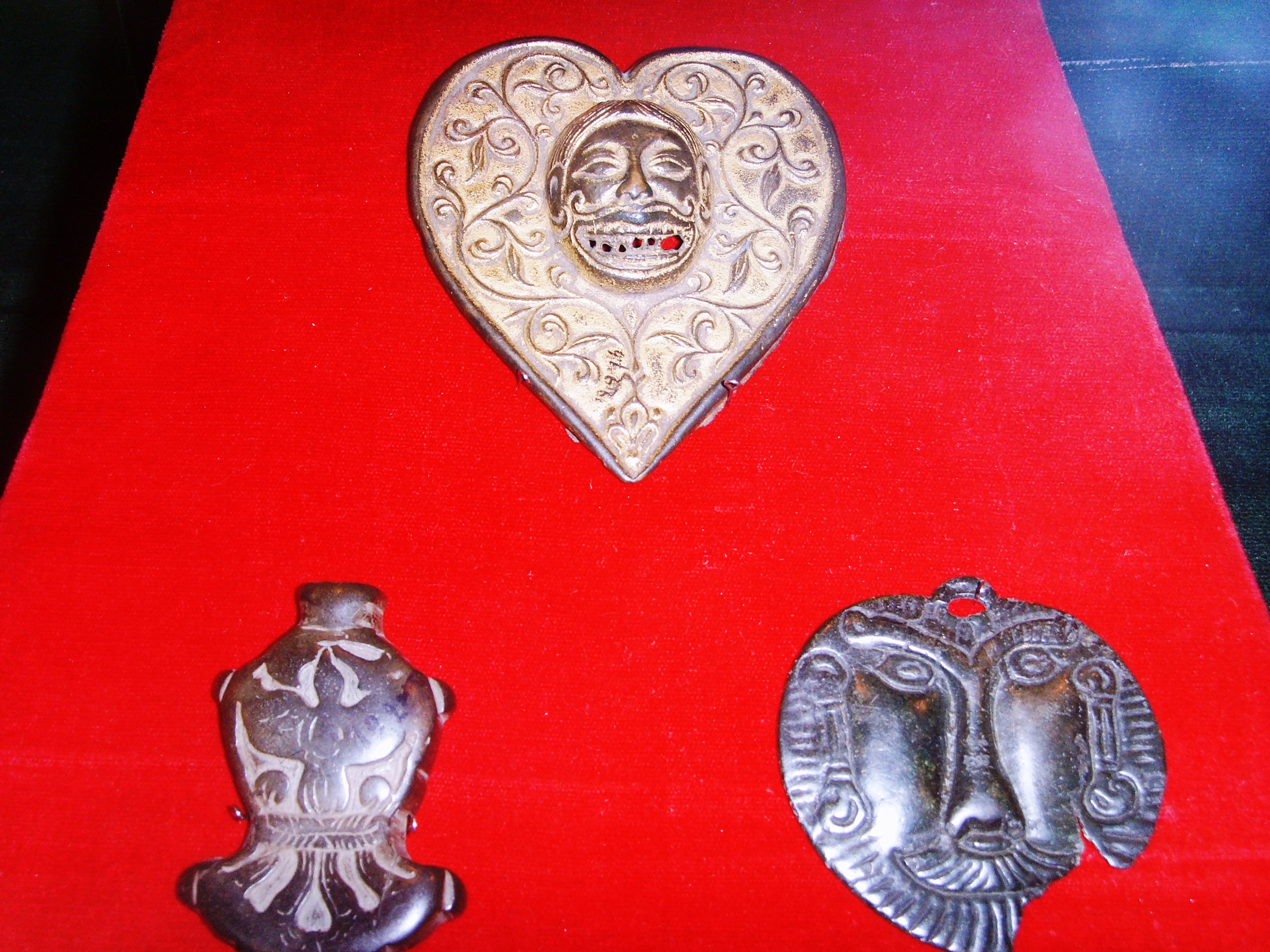
Торевтика енисейских кыргызов

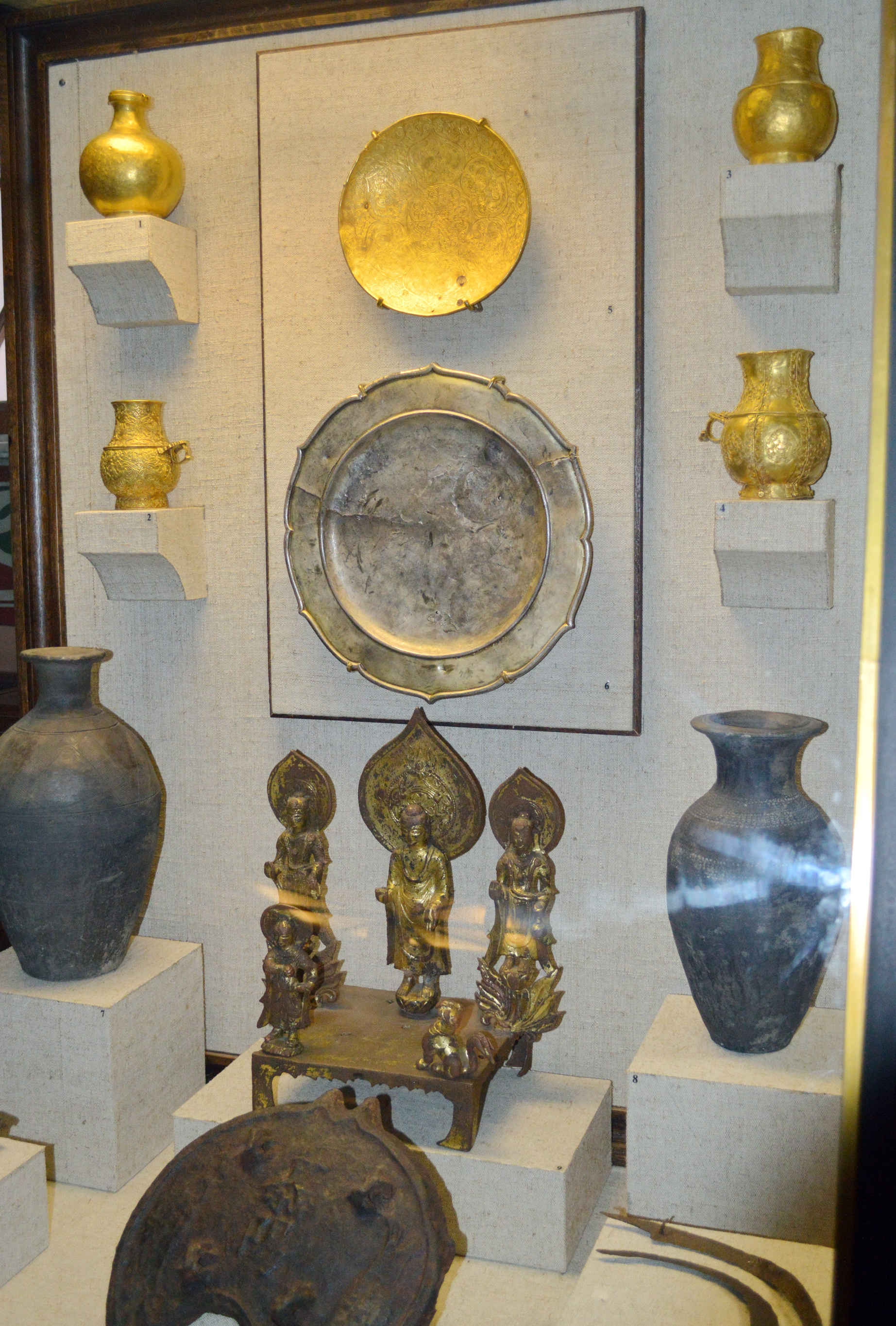
Изделия енисейских кыргызов

Особую группу ремесленников в стране енисейских кыргызов составляли ювелиры и художники. Для древнекыргызского искусства было характерно высокое мастерство, опиравшееся на местные традиции искусства. Государство енисейских кыргызов торговало золотыми изделиями и пушниной. Некоторые учёные отмечали, что енисейские кыргызы отличались высоким трудолюбием, талантливостью в ремёслах и предприимчивостью в торговле.
В число ремёсел, относящиеся к искусству входили и каменотёсы, создававшие надгробные стелы и каменные изваяния. Кроме того, в их число обязанностей входило и вырезка рисунков на скалах. Изобразительное искусство в эпоху государства енисейских кыргызов находилось на высоком уровне. В основном кыргызские рисунки изображали охотничьи и военные сцены, или отдельные фигуры воинов, охотников и животных.

## Население
На территории Кыргызского каганата проживали различные тюркские, монгольские и сибирские народы и племена. Такие авторы как Е. И. Кычанов, П. Рачневский и Хань Жулинь включали в число монгольских племён, входящих в Кыргызский каганат такие племена как найман, кереит, меркит и татар. В их число С. Г. Кляшторный и Д. Г. Савинов включали на своей совместной карте Кыргызского каганата в IX в. татабов, шивэй,туматов и «монголоязычные племена». В число тюркских племён и народов, населявших Кыргызский каганат входили басмылы, тюркюты, чики, азы, байырку, часть древних уйгуров. Алтайские тюрки, являвшиеся потомками тюркютов Второго Восточно-тюркского каганата и теле, позже входили в состав Кыргызского каганата. Об этом свидетельствуют курганы с обрядом трупосожжения, обнаруженные на территории Горного и Западного Алтая. Власть кыргызов в этом регионе подтверждается и памятниками рунической письменности, найденные в с. Мендур-Соккон: «имеющий имя Тарпак сказал — славный муж, имеющий известное имя, мой старший брат по имени Эрке-Аныг, герой и знаменитый киргиз». На правах кыштымов в государстве жили «лыжные тюрки» (милигэ, эчжи, дубо), которых кыргызы «ловили и употребляли в работу» в своём хозяйстве и собирали с них дань, племя бома, а также курыканы в Прибайкалье и угры в Западной Сибири. Судя по географическому трактату «Худуд аль-алам», возможно, в X в. кыштымские племена, представляющие покорённое население, объединились в общую социальную структуру Кыргызского каганата, составлявшую трудовую часть общества.

## Религия
Религию населения Кыргызского каганата изучали различные учёные начиная с XIX века. В китайских и арабо-персидских источниках содержатся различные сведения о вероисповедании енисейских кыргызов. Так, в китайских хрониках сохранились данные о религиозных обрядов енисейских кыргызов:
Жертву духам приносят в поле. Для жертвоприношений нет определённого времени. Шаманов называют гань [кам]. При похоронах не царапают лиц, только обвёртывают тело покойника в три ряда и плачут, а потом сжигают его, собранные же кости через год погребают. После сего в известные времена производят плач.
Персидский историк Гардизи в XI веке писал о енисейских кыргызах следующее:
Некоторые из киргизов поклоняются корове, другие – ветру, третьи – ежу, четвёртые – сороке, пятые – соколу, шестые – красным деревьям. У них особая мерная речь, которой они пользуются в молитвах. Молясь, обращаются в сторону юга. Они почитают Сатурна и Венеру, а Марса считают дурным предзнаменованием. Есть у них дом для молений… Светильни (зажжённой) они не гасят, пока не погаснет сама собою.
Похожие сведения приводятся и в «Словаре стран» Якута аль-Хамави, которая была опубликована в начале XIII века:
У них имеется храм для поклонения, есть тростниковые перья, которыми пишут. Светильники они свои не гасят до тех пор, пока горючее вещество в них не потухнет само. Они знают стихотворную речь, что произносят во время своей молитвы. В году у них несколько праздников. Молятся они, обращаясь на юг, почитают Сатурн и Венеру и считают дурным предзнаменованием Марса. Они имеют камни, которые светятся ночью, благодаря которым им не нужны светильники и которые употребляются только в их стране.

Реконструкция древнекыргызского захоронения

Согласно сведениям Гардизи и «аль-Марвази» в государстве енисейских кыргызов существовала должность «фагинун», которые исполняли обязанности религиозных служителей. Фагинуны во время обрядов, которые сопровождались музыкой доводили себя до потери сознания, а после пробуждения, предсказывали различные события как природные катаклизмы или нашествия врагов. Погребальный цикл енисейских кыргызов достаточно хорошо археологически изучен в различных районах Южной Сибири и Центральной Азии. Погребальная обрядность занимала длительный промежуток времени — не менее одного года. Цикл состоял из нескольких этапов: выбор места для захоронения умершего, перевозка тела умершего, подготовка погребального костра и так далее. По мере возвышения Кыргызского каганата, в государство начали проникать и иные верования. Так, по мере распространения манихейства, некоторые кыргызские каганы начали использовать по отношению к себе титул «Каган Света», а в государстве начали сооружаться монументальные манихейские храмы (о них и пишут вышеупомянутые Гардизи и Якут аль-Хамави) и манихейские монастыри. На территории каганата также активно служили и христианские и несторианские миссионеры. Несторианство получило широкое распространение среди кыргызской аристократии в ходе кыргызской экспансии. На кыргызском могильнике XIII—XIV веков «Койбалы-I» из Минусинской котловины находили предметы, подобные створкам христианской панагии. В свою очередь некоторые енисейские кыргызы, жившие в Восточном Туркестане при влиянии ислама перешли из обрядов кремации в традиционные похороны.
В Кыргызском каганате велась толерантная политика по отношению ко всем религиям государства. Государственные деятели Кыргызского каганата учитывали интересы приверженцев всех религий, жившие на территории государства енисейских кыргызов. В состав религиозной элиты государства входил каган, имевший сакральный статус, его династия и окружение, миссионеры и традиционные служители культа — шаманы, которые участвовали в наиболее важных религиозных мероприятиях.

## Военное дело
Верховная власть кагана опиралась на государственный аппарат, основывавшийся на военной силе. Мощная армия, комплектовавшаяся десятитысячными округами (туменами), в случае ведения тяжёлой войны дополнялась ополчением. Закованный в панцирь рыцарь у енисейских кыргызов — алып, вооружённый копьём, палашом, боевой палицей или чеканом, являлся главной ударной силой конницы. Армией управляли сангуны (генералы). Среди других титулов — бек, тархан, тутук, джарган (судья) и т. д. Численность армии достигала 100 тыс. воинов, включая воинов из вассальных народов. Из них 30 тыс. воинов были отборными и набирались из енисейских кыргызов, а 70 тыс. воинов набирались из кыштымов (вассальных народов).

### Военная организация
Военно-политическая структура государства енисейских кыргызов поспособствовала созданию централизованной управленческой системы и функций государственных органов власти. Во главе внутренней общественно-политической структуре и военной организации стояли три высших чина кыргызской военной администрации, носившие звания «Гиеси-бэй», «Гюйшабо-бэй» и «Ами-бэй». Эти трое чиновников в качестве «великих главнокомандующих» управляли всеми государственными делами, остальные чиновники делились на шесть разрядов: министры, управители, главнокомандующие, делоправители, предворители и дагани. В министерский состав входило семь человек, в состав главнокомандующих входило три человека, в состав управителей входило десять человек — все они командовали войсковыми подразделениями армии.
В состав делоправителей входило пятнадцать человек, предводители и дагани не имели чинов, а лишь исполняли функции гражданской администрации и руководства войсками. Позже, после ослабления Кыргызского каганата и децентрализации власти, которая привела к образованию двух кыргызских княжеств Кем-Кемджиут и Кыргыз, составляющие одно государство. Государи княжеств, носившие титул «Инал» происходили из рода Ажэ, военно-политическая структура княжеств отличалась от прошлой тем, что под властью инала находились более мелкие военно- административные единицы — баги, принадлежавшие кыргызской аристократии. Армии кыргызских округов формировались из дружин инала и его вассальных правителей, а также ополчение из вассальных племён — кыштымов.

### Военная доктрина

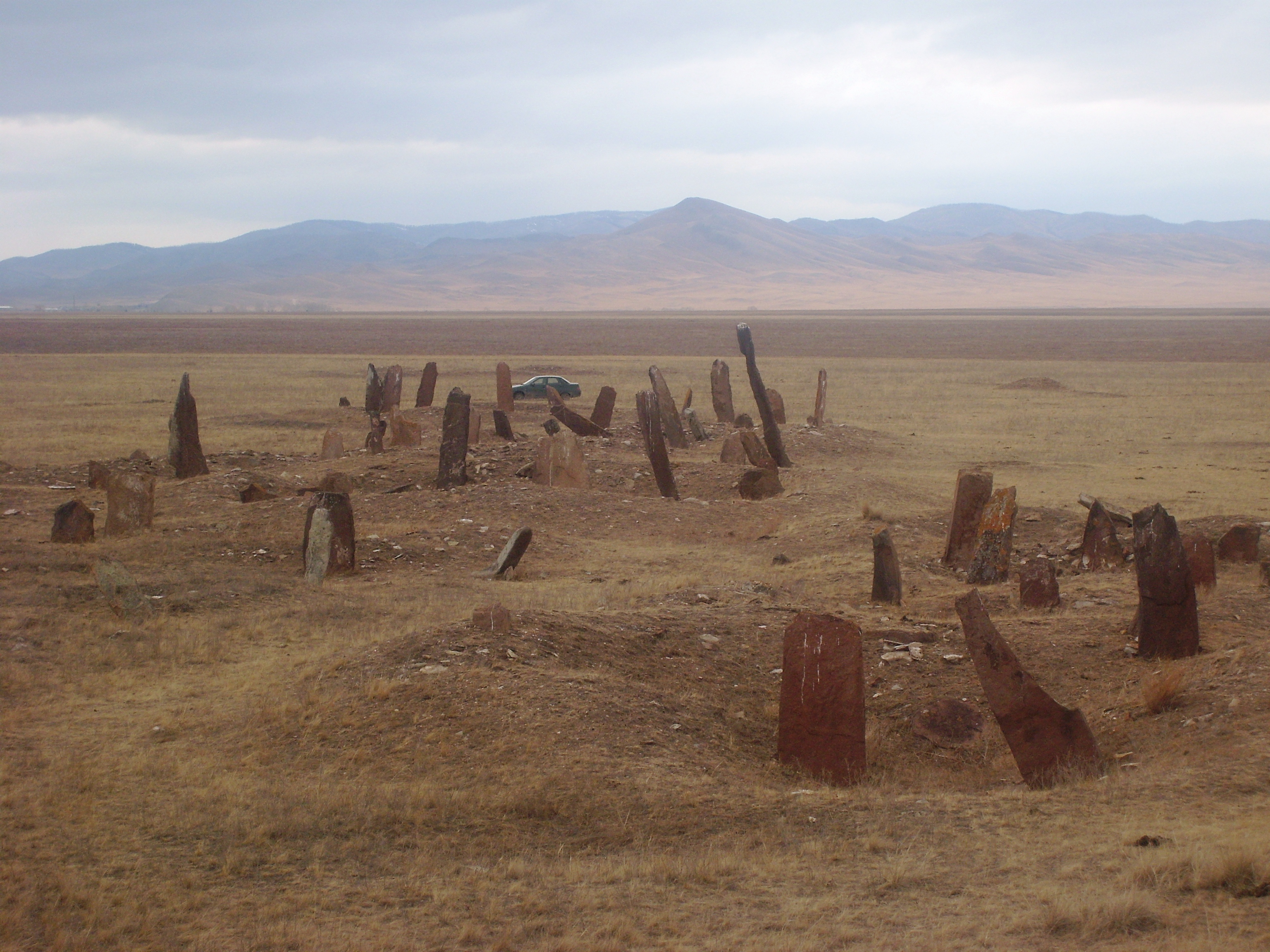
Уйбатский чаатас (чаа тас — камень войны)

Военная доктрина енисейских кыргызов эпохи «великодержавия» носила характер наступательной войны, с момента начала возвышения енисейских кыргызов возросли масштабы военных операций, которые проводили кыргызские военачальники. В государстве существовала регулярная армия с принципом деления на десятитысячные и пятитысячные подразделения (тумены), возглавляемые военачальниками четырёх рангов. В структуре военной организации главенствующее положение занимала родовая аристократия — беги.

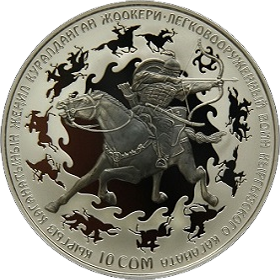
Легковооружённый воин Кыргызского каганата на памятной монете Киргизии, 2016 год
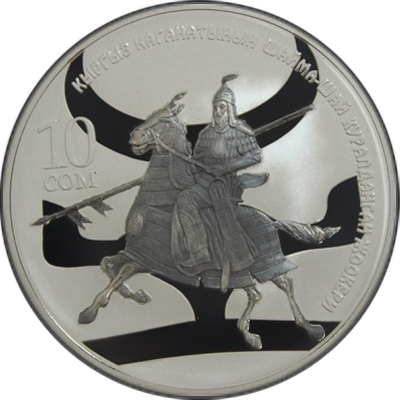
Тяжеловооружённый воин Кыргызского каганата на памятной монете Киргизии, 2017 год

Копёнский чаатас (чаа тас — камень войны)

По мере деградации государственного устройства Кыргызского каганата, ведущую роль в государстве заняли правители округов-багов — иналы, которые номинально подчинялись единому монарху-кагану, который уже имел лишь сакральные функции. В ходе некоторых междоусобных столкновений структура кыргызских подразделений становится десятичной, делясь на десятки, сотни, тысячи, тумены. Численность общей регулярной армии значительно уменьшается, что приводит к уменьшению масштабов военных операций. В XI—XIII веках военная доктрина енисейских кыргызов сменяется на оборонительную войну, театр военных столкновений ограничивается Саяно-Алтаем, а численность армии не превышает 10 тысяч.

### Военачальники
- Алп Сол Тепек
- Тириг-бег
- Эрен-Улуг
- Бойла Кутлуг Ярган
- Чабыш Тон-тархан
- Ынанчу Алп Сангун
- Дадас Инанчор
- Йерлиг Чор-тархан
- Бег Тархан Оге Тириг
- Тонга Кюлюг-тархан бег
- Бешгек Йегюк-бег
- Оз Йиген Алп Туран-бег
- Кюч Бай Барс-бег
- Тюз Бай Кюч Барс-бег
- Алыч Барс Тириг-бег
- Улун-шад
- Сангур-шад
- Кёртле-сангун
- Ошкор-сангун
- Джоокусол-сангун
- Тапказ-сангун
- Чочук Бёри-сангун
- Байна-сангун
- Тархан-сангун
- Эзреги-ичреги
- Тёр Апа-ичреги
- Тёлёс Бильге-бег тутук
- Кюмюл Оге-тутук
- Кюнч-тутук
- Чекюнг-тутук
- Эгюне-тутук
- Эль Туган-тутук
- Эр Бачга Этрюк-бег Кёкмюш-тутук
- Очин Кюлюг Тириг-емлиг
- Кара Барс-ынанчу чигши
- Кули Чор

## Экономика

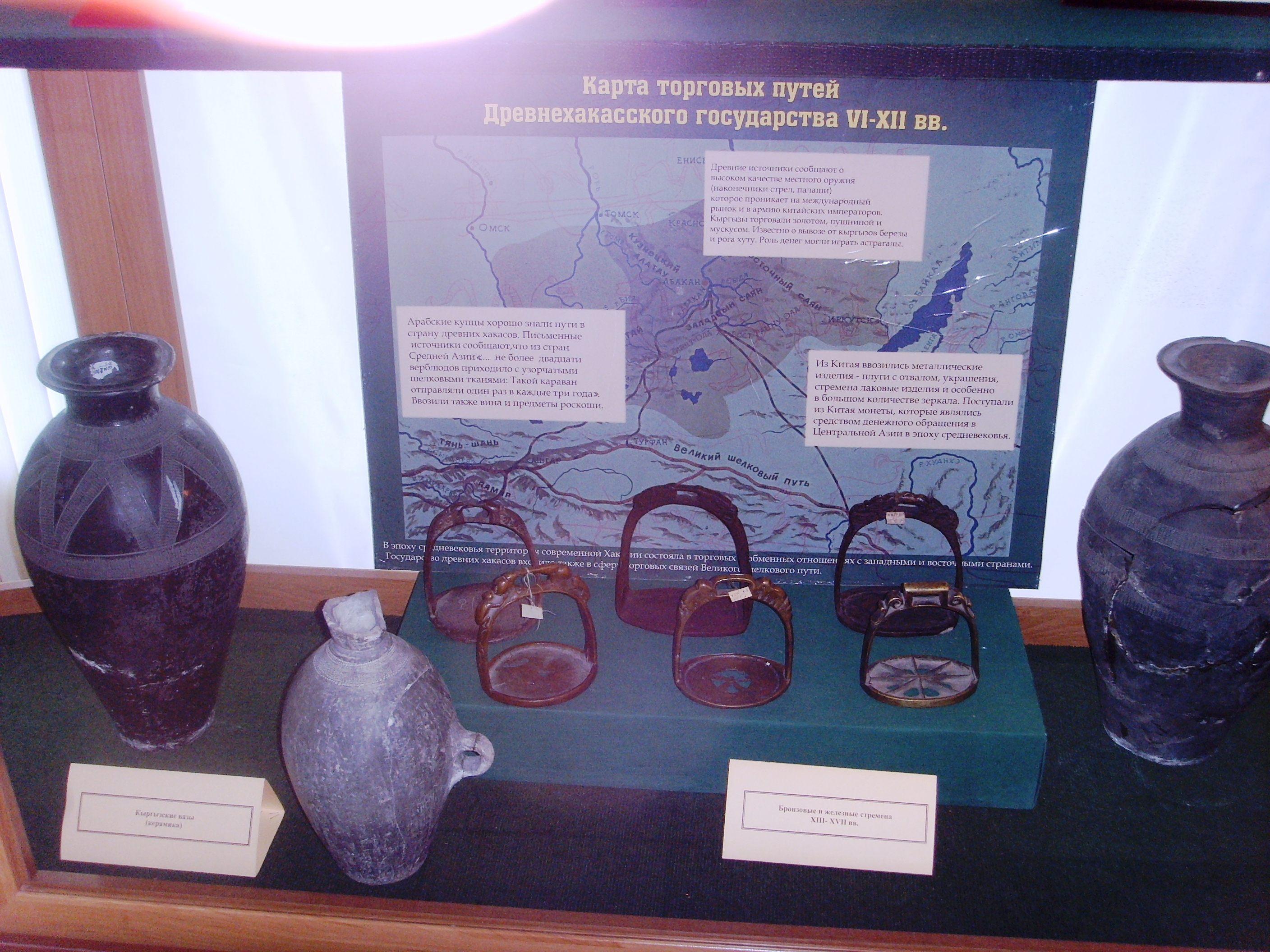
Предметы культуры енисейских кыргызов на фоне карты торговых путей Кыргызского каганата

Было развито производство оружия, качеством которого енисейские кыргызы прославились на всю Центральную Азию. Енисейские кыргызы занимались охотой, выделкой меха. Разводили овец, верблюдов, лошадей.

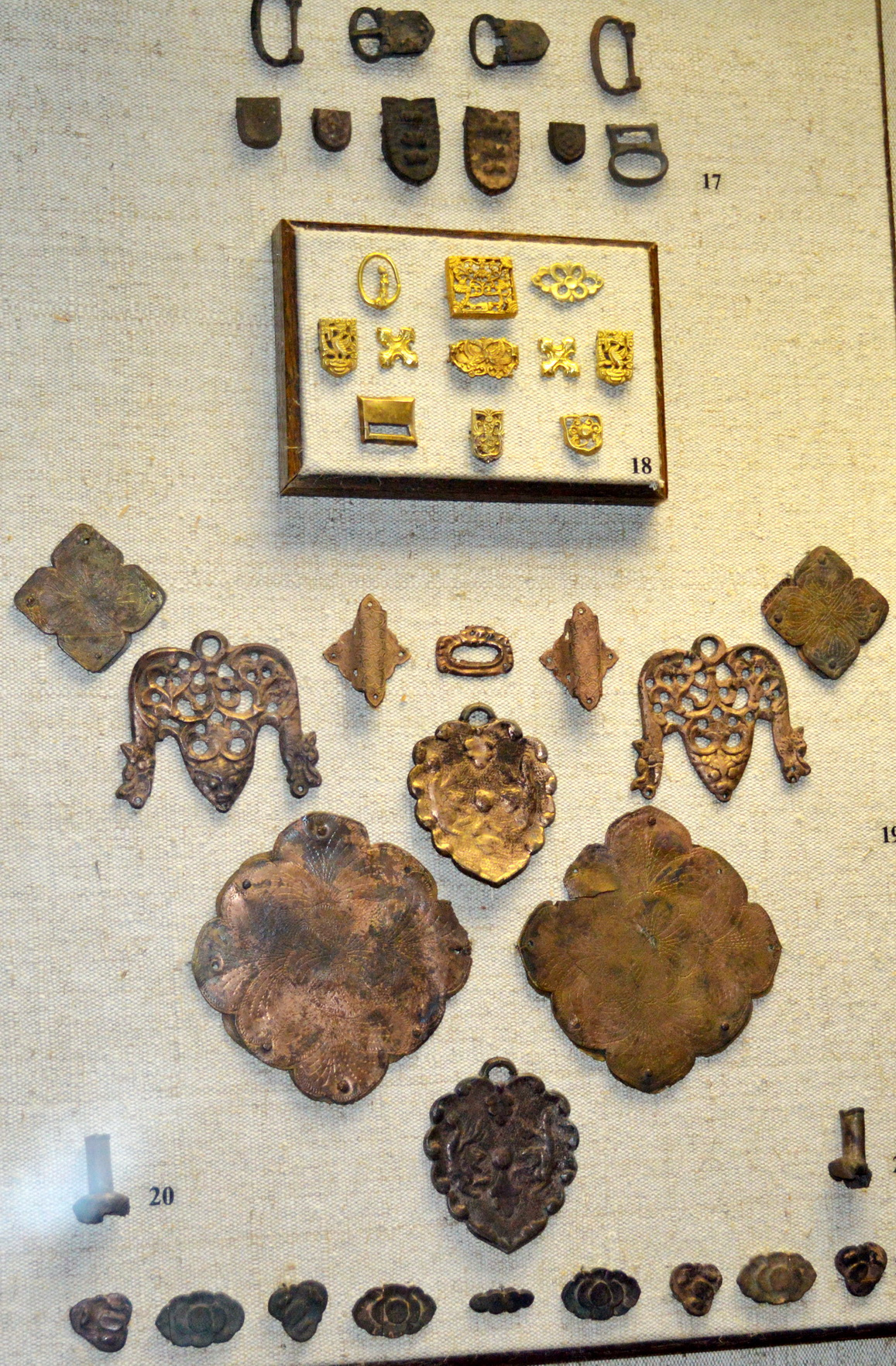
Золотые и бронзовые украшения, Копёнский чаатас

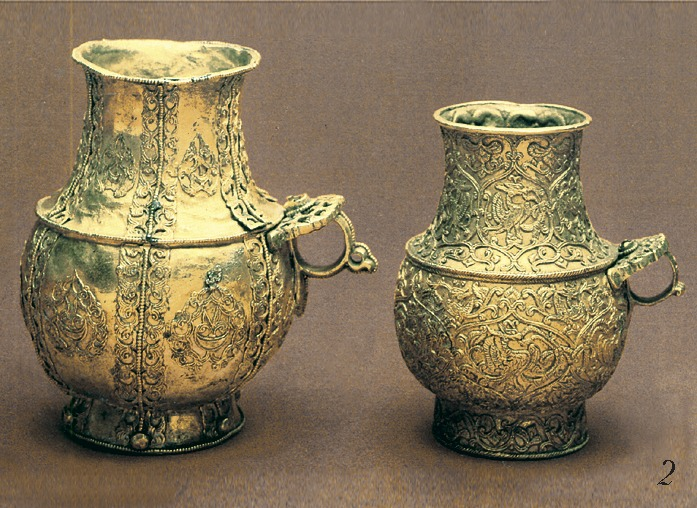
Золотые сосуды, Копёнский чаатас

У енисейских кыргызов золотых дел мастера создали особый стиль. Их изделия, форма которых соответствовала степной моде, отличались богатым и причудливым растительным орнаментом.

«И простираются позади Гура горы в пределах Хорасана до границ Бамиана вплоть до Банджхира, пока не входят в страну Ваххан и не разветвляются затем в Мавераннахре, проходя до внутренних пределов страны тюрков вплоть до пределов Илака и Шаша, вблизи от хырхызов. В этих горах от начала до конца рудники серебра и золота, и самые богатые из них те, что близки к стране хырхызов, пока они рудники не достигают Мавераннахра со стороны Ферганы и Шаша. Самые богатые из этих рудников находятся в области ислама в стороне Банджхира и в том, что примыкает к ней.»— Книга путей и стран, Абу Исхак аль-Истахри
О степени оседлости енисейских кыргызов в науке не существует определённого мнения. Тем не менее именно земледельческие навыки и склонность к оседлым поселениям привели к созданию государственного объединения енисейских кыргызов.
Были налажены торговые отношения с уйгурским государством, династией Тан, Тибетом и Согдом. Караваны купцов енисейских кыргызов доходили до реки Итиль (современная Волга). Каганат экспортировал в соседние страны своих чистопородных лошадей. Купцы привозили из других стран шёлк, фарфор, кувшины, зеркала.

### Денежное обращение
В Кыргызском каганате существовало внутреннее денежное обращение. На одной из кыргызских эпитафий, найденной у с. Очуры была высечена следующая фраза: «денег у него [умершего] было без числа, как чёрные волосы». Текст памятника указывает на то, что кыргызская феодальная знать скапливала свои собственные денежные средства. Фиксируется и употребление денежного термина «бакыр» (др. кырг. 𐰉𐰴𐰃𐰺𐰃; baqïr), указывающего на бронзовые монеты как основу денежного обращения в государстве. По данным Е. И. Лубо-Лесничко в Минусинском краеведческом музее хранится 385 экземпляров монет домонгольского времени, всего в коллекции более 600 экземпляров. Монеты, обнаруженные на территории Минусинской котловины хранятся и в других музеях, 28 экземпляров хранятся в Эрмитаже. Не учтено значительное количество курганных находок поскольку Минусинская котловина являлась относительно небольшой частью некогда обширной территории кыргызского государства.
По мнению И. Л. Кызласова, для Кыргызского каганата важнейшими торговыми партнёрами являлись не страны Дальнего Востока, а страны Средней Азии и Казахстана, районов Западной Сибири и Восточной Европы, с кем кыргызы имели культурные и экономические связи. Благодаря тесным связям с этими регионами на территории Южной Сибири сложилась цивилизация западного типа, для которой были характерны: пришедшее из Сирии манихейство, а не буддизм; руническая письменность, построенная по алфавитной, а не иероглифической системе; принцип письма тростниковым пером, а не кистью; особенности городской планировки и архитектурные приёмы сырцового, а не каркасного строительства и др. Активная политика во внешней торговле привело к созданию в Западной Сибири и Семиречье кыргызских охранных отрядов, сопровождающих караваны среднеазиатских купцов, регулярно посещавшие земли кыргызов. В 1293 г. монгольский военачальник Тутуха совершил успешный поход против кыргызов, после чего администрация Империи Юань провела серию репрессий. Это отразилось на экономике на Саяно-Алтая, денежный приток в Минусинскую котловину резко сократился.

### Ремесло
В государстве енисейских кыргызов была широко развита металлургия, на бывшей территории каганата находятся следы поселений кузнецов-металлургов, которые обеспечивали нужды воинов и земледельцев. Кыргызские кузнецы производили различные виды сельскохозяйственных орудий, бытовых предметов, вооружения и снаряжения. Для охоты изготавливались наконечники стрел, для земледелия — сошники, серпы и косы-горбуши. Регулярная армия Кыргызского каганата была снаряжена стрелами самых разнообразных форм, копьями, кинжалами, мечами, саблями, палашами, топорами и была одета в кольчугу, латы и доспехи. Кузнецами также производились как скромные украшения для простого населения, так и пышные для знати. Основными изделиями литейщиков и ювелиров являлись личные украшения и украшения поясов и сбруи. В государстве была налажена активная добыча, производство и обработка железа, серебра, меди, олова и золота. Согласно археологическим сведениям, руды добывались по Енисею и его притоку Абакану, в горах Кузнецкого Алатау, западных отрогов Салаирского кряжа, за рекой Тулой, в горах Алтая и так далее.

### Земледелие

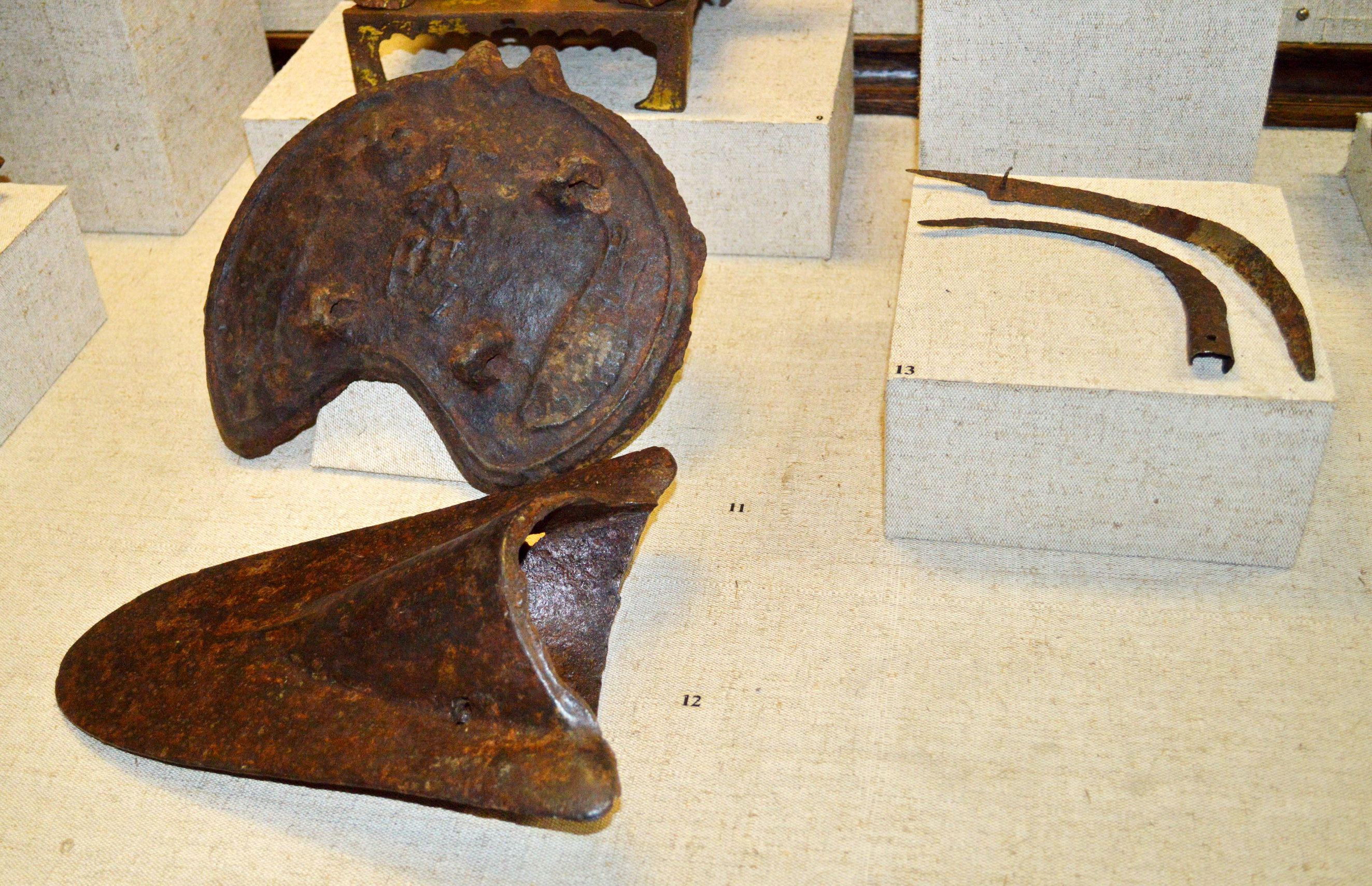
Древнекыргызские сельскохозяйственные инструменты

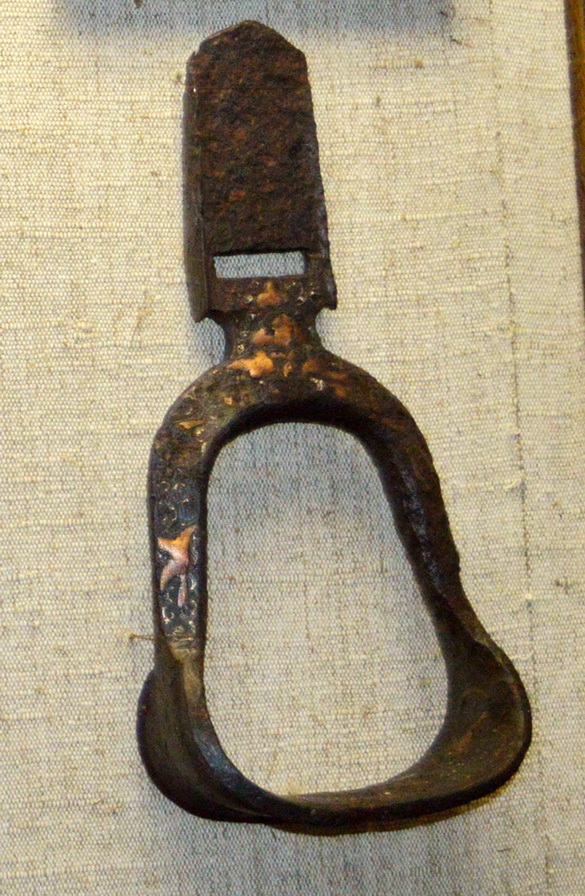
Древнекыргызское стремя

Сведения о хозяйстве енисейских кыргызов сохранились в различных китайских, мусульманских и тюркоязычных письменных источниках. Согласно китайским источникам эпохи Тан енисейские кыргызы занимались земледелием, пастушеским скотоводством, охотой и рыбной ловлей. Китайский источник «Книга Тан» сообщал: 
сеют ячмень, просо, пшеницу и гималайский ячмень. Муку мололи ручными мельницами, хлеб сеют в третьей, а убирают в девятой луне. Вино квасят из каши.
 Эти сведения также подтверждает «Тайпинь Хуаньюй Цзи», где сообщается, что кыргызы выращивают ячмень, пшеницу, тёмное просо и конопляное семя: 
В третью луну постоянно пашут и сеют, в восьмую и девятую луну собирают урожай, варят кашу, чтобы делать напиток, также, чтобы перебродить. Для пшеницы имеется пеший жёрнов, которым делают муку.
 Эти сведения также подтверждают и мусульманские источники. Так, в «Нузхат ал-муштак фихтирак ал афак» сообщается, что в стране кыргызов разводят много лошадей, быков и баранов. Лошади имеют очень короткие шеи и весьма упитаны. Их откармливают для того, чтобы употреблять в пищу: 
Что же касается быков, то их используют обычно для перевозки тяжестей. Женщины выполняют всякого рода работы, а мужчины должны заниматься только пахотой и жатвой. Женщины обладают ловкостью, силой и отвагой, как и мужчины. Хирхиры сжигают покойников и бросают пепел в реку Манхаз, те, которые живут слишком на большом расстоянии от этой реки, собирают их зоду и развеивают прах по ветру.
 О стране кыргызов также сообщается, что она очень плодородна, и что её часто посещают путешественники. И в других: 
Эта страна многоводная. В ней разные реки, текущие со стороны границы Сина. Самая большая из этих рек — река, которая называется Манхаз. Эта река многоводная и быстротекущая. Она течёт по камням, и её воды редко текут спокойно, как это бывает в других реках. У хирхиров на этой реке имеются мельницы, на которых они размалывают рис, пшеницу и другие злаки превращая в муку. на которой приготовляют хлеб или же едят их в варёном виде без размола; этим они и питаются.
 Ещё в Таштыкскую эпоху земледелие, наряду со скотоводством, играло очень важную роль в хозяйстве киргизских племён, обитавших в степной зоне. Поступательному развитию земледелия в Минусинской котловине способствовал разнообразный и богатый почвенный покров, наличие тучных, среднетучных и более бедных южных чернозёмов.
На плодородных землях каганата были раскинуты многочисленные оросительные каналы, количество которых значительно увеличивается и становится особенно развито в эпоху «Кыргызского Великодержавия». Многочисленные остатки ирригационных сооружений в Минусинской котловине говорят о высокой культуре не только плужного, но и орошаемого земледелия. В качестве основного земледельческого орудия служил плуг с железным наконечником, сошником или лемехом. Урожай собирался серпами, обмолот производился при помощи специальных мельниц с жерновами. В кыргызских курганах также находились останки и обломки злаков, жерновов и прочих сельскохозяйственных орудий. Стационарный характер хозяйства Кыргызского каганата подтверждается и наличием укреплённых поселений и так далее.

### Торговля
Кыргызский каганат активно участвовал в функционировании магистрали Великого шёлкового пути, по сведениям восточных авторов, для этого у енисейских кыргызов имелись собственные пути сообщения. Торговые маршруты, которые шли из кыргызских территорий соответствовали географическим особенностям основных экономических партнёров кыргызов. Существовало ряд торговый путей, связывающих государство енисейских кыргызов со странами остального мира: одна дорога вела на северо-восток, связывая кыргызов с Дальним Востоком, другая шла на запад к верховьям реки Иртыш, соприкасаясь с «Степным путём», также функционировали дороги, идущие на юг к уйгурам и на юго-восток, соединяющие ставку кыргызского кагана с «уйгурской дорогой», сама же дорога, идущая в страну кыргызов называлась «кыргызской дорогой».
Оживлённые торговые отношения начали формироваться в период создания Кыргызского каганата, в начале VII века кыргызы установили торговые связи с Китаем. В 632 году в страну кыргызов приехало китайское посольство Ван и-хуна, а 643 году кыргызы приезжали в Китай принеся в дар «соболиные шубы и соболиные шкуры», с 643 по 747 годы в Китай приезжало свыше одиннадцати кыргызских посольств. В Китае широко ценились меха пушных зверей и знаменитые кыргызские лошади, кыргызские купцы поставляли на китайский рынок «верблюдов, но более коров и овец». В торговле кыргызов с Китаем приоритет отдавался обмену лошадей на шёлк, в благоприятные годы эквивалентной стоимостью одной лошади было 15-20 кусков шёлка, в начале IX века в годы джутов кыргызы взимали за одну лошадь 40-50 кусков шёлка. Помимо домашнего скота кыргызы продавали в Китай лесоматериалы, ценные ископаемые и продукцию из них, изготовленные кыргызскими ремесленниками и высоко ценимое китайцами оружие, рог хуту или же ручки ножей из рога хуту.
Согласно археологическим сведениям, кыргызские купцы брали взамен своих товаров различные металлические изделия китайского производства — плуги с отвалом, сбруйные принадлежности, а также ювелирные изделия и зеркала, изделия из фарфора. В результате интенсивных торговых отношений в период VI—X веков в государство енисейских кыргызов поступали в больших количествах китайские зеркала и монеты. Среди множества находок отличается одна уникальная, не имеющая аналогов в мире, позолоченная монета «цянь юнь чжун бао», свидетельствующая о большой мощи и богатстве кыргызского государства. Поставки китайских монет особо возросли в эпоху «Кыргызского Великодержавия», китайские монеты также выполняли функции денежного обмена и между гражданами кыргызского государства. Помимо торговли с Китаем, кыргызское государство вело экономические отношения с чжурчжэнями, что подтверждается найденными в Минусинской котловине монеты «тайхэ тунбао». Также велись тесные экономические отношения с государством Ляо, по письменным источникам кидане принимали людей из страны Кыргыз, «стремившихся к просвещению». По характеру письменных источников кыргызы были хороши знакомы со своими южными соседями, «сие государство» (Кыргыз) было в дружественных связях с Даши (Средняя Азия), Туфанью (Тибет и Восточный Туркестан) и Гэлолу (карлуки). Сообщалось, что «кыргызские женщины носят платья из шерстяных и шёлковых тканей, которые получают из Аньси (Куча), Бэйтина (Бишбалык) и Дася».
Несмотря на частые военные столкновения между государствами кыргызов и уйгуров, между двумя народами велись торговые отношения, получаемые кыргызами шерстяные ткани производились в Притяньшанье и возможно поставлялись в государство кыргызов через город Бишбалык. В этот период также велись особо дружественные отношения между кыргызами и Тибетом. При перевозе товаров из Тибета, туфаньцы (тибетцы), опасаясь уйгурских грабителей, незамедлительно отправлялись к карлукам, чтобы дождаться прихода кыргызских военных отрядов для сопровождения караванов. Государство кыргызов получало из Тибета предметы роскоши, дорогие ткани, посуду и богато украшенные оружия. Подтверждением дружественных связей также являются тибетские рукописи, датируемые IX—X веками.
Допускается вероятность, что енисейские кыргызы, возможно, могли торговать и с памирскими народами, в качестве косвенного подтверждения чего приводятся редкие находки изделий из бадахшанского лазурита, сердолика и бирюзы на территории Енисея.

## Значение и влияние Кыргызского каганата
Военная экспансия енисейских кыргызов привела к распространению памятников кыргызской культуры по обширной евразийской степи, экспансия каганата привела и к миграции некоторых тюркских и угро-мадьярских племён на запад, в которых участвовали непосредственно и сами енисейские кыргызы. Этноним «кыргыз» распространился вплоть до Крыма и Волги, кыргызские каганы вводили денежное обращение и всячески поощряли градостроительство, развитие ремёсел, торговли и земледелия в своей державе. Торгово-культурные связи енисейских кыргызов расширились со странами и городами Великого шёлкового пути, кыргызская аристократия проявляла интерес к мировым религиям, стремясь найти общегосударственную идеологию, объединяющие все народы каганата. В. И. Козодой называл Кыргызский каганат «сверхдержавой того времени».

## Правители государства

### Каганы
- Барс-каган (693—711)[160]

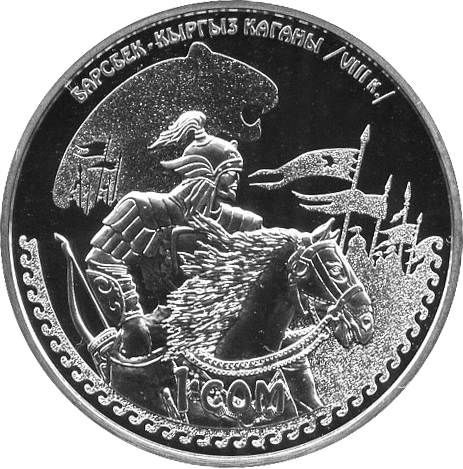
Барсбек-каган на памятной монете

- Имя кыргызского кагана правившего с 711 по 758 годы неизвестно. Имеются лишь упоминания в древнетюркских рунических памятниках о посольствах «кыргызского хана», который приходился сыном Барс-кагана и племянником Бильге-кагана[161].
- Бильге Тонг Эркин (758—795)[162]
- Ажо (795—847)
- Ин-Ву (Ингу; 847—866)
- Кёртле-каган (IX вв.)
- Иль Чор-каган (IX вв.)
- Бильге Чикшан-каган (IX вв.)[163]
- Тулбери-каган[164] (Тюльберы-хан[165]; IX вв.)
- Тоглук-каган[166] (Туглук-хан[d]; IX вв.)
- Бейгу-каган (X вв.)
- Хырхыз-хакан (X вв.)

### Иналы
- Шубуш-инал (IX—X вв.)
- Калыктык Инал-оге (XI вв.)
- Огдэм-инал (XII вв.)
- Урус-инал (XII—XIII вв.)
- Еди-инал (XII—XIII вв.)
- Алдиер-инал (XII—XIII вв.)
- Олебек-дигин (XII—XIII вв.)
- Курлун-инал (XIII вв.)